# Liste des églises du Haut-Rhin
La liste des églises du Haut-Rhin vise à situer les églises du département français du Haut-Rhin. Il est fait état des diverses protections dont elles peuvent bénéficier, et notamment les inscriptions et classements au titre des monuments historiques.
En ce qui concerne le culte catholique, toutes les églises sont situées dans l'archidiocèse de Strasbourg.

## Statistiques

### Nombres
Le département du Haut-Rhin comprend 366 communes au 1er janvier 2021.
Depuis 2022, le diocèse de l'archidiocèse de Strasbourg compte 767 paroisses.

## Classement
Le classement ci-après se fait par commune selon l'ordre alphabétique.
Il est fait état des diverses protections dont elles peuvent bénéficier, et notamment les inscriptions et classements au titre des monuments historiques.

## Liste

### Église catholique
| Église                                                                                   | Commune                 | Adresse | Coordonnées                      | Notice         | Protection | Date        | Illustration                                                                             |
| ---------------------------------------------------------------------------------------- | ----------------------- | ------- | -------------------------------- | -------------- | --- | ----------- | ---------------------------------------------------------------------------------------- |
| Église Saint-Pierre-et-Saint-Paul d'Algolsheim                                           | Algolsheim              |         | 48° 00′ 23″ nord, 7° 33′ 34″ est | « IA68005073 » | |             | Église Saint-Pierre-et-Saint-Paul d'Algolsheim                                           |
| Église Saint-Sylvestre d'Altenach                                                        | Altenach                |         | 47° 36′ 25″ nord, 7° 06′ 48″ est | « IA68006267 » | |             | Église Saint-Sylvestre d'Altenach                                                        |
| Église Saint-Morand d'Altkirch                                                           | Altkirch                |         | 47° 37′ 27″ nord, 7° 15′ 10″ est | « PA00085315 » | Inscrit MH | 1937        | Église Saint-Morand d'Altkirch                                                           |
| Église Notre-Dame-de-l'Assomption d'Altkirch                                             | Altkirch                |         | 47° 37′ 29″ nord, 7° 14′ 20″ est | « IA68006170 » | |             | Église Notre-Dame-de-l'Assomption d'Altkirch                                             |
| Église Notre-Dame d'Altkirch                                                             | Altkirch                |         | à géolocaliser                   | « IA68006176 » | |             | Image manquante Téléverser                                                               |
| Église Saint-Martin d'Ammerschwihr                                                       | Ammerschwihr            |         | 48° 07′ 38″ nord, 7° 16′ 54″ est | « PA00085325 » | Inscrit MH | 1946        | Église Saint-Martin d'Ammerschwihr                                                       |
| Église Notre-Dame-de-l'Annonciation des Trois-Épis                                       | Ammerschwihr            |         | 48° 05′ 58″ nord, 7° 13′ 46″ est | « IA68000759 » | |             | Église Notre-Dame-de-l'Annonciation des Trois-Épis                                       |
| Église Saint-Étienne d'Ammertzwiller                                                     | Ammertzwiller           |         | 47° 41′ 20″ nord, 7° 10′ 08″ est | « IA68006335 » | |             | Église Saint-Étienne d'Ammertzwiller                                                     |
| Église Saint-Jean de Bernwiller                                                          | Ammertzwiller           |         | 47° 41′ 23″ nord, 7° 11′ 26″ est | « IA68004601 » | |             | Église Saint-Jean de Bernwiller                                                          |
| Église catholique Saint-Georges d'Andolsheim                                             | Andolsheim              |         | 48° 03′ 42″ nord, 7° 24′ 51″ est | « IA68004793 » | |             | Église catholique Saint-Georges d'Andolsheim                                             |
| Église Saint-Antoine d'Appenwihr                                                         | Appenwihr               |         | 48° 01′ 43″ nord, 7° 26′ 21″ est | « IA68005081 » | |             | Église Saint-Antoine d'Appenwihr                                                         |
| Église Saint-Jacques-le-Majeur d'Artzenheim                                              | Artzenheim              |         | 48° 06′ 58″ nord, 7° 32′ 27″ est | « IA68004816 » | |             | Église Saint-Jacques-le-Majeur d'Artzenheim                                              |
| Église Saint-Laurent d'Aspach                                                            | Aspach                  |         | 47° 38′ 24″ nord, 7° 14′ 03″ est | « IA68005350 » | |             | Église Saint-Laurent d'Aspach                                                            |
| Église Saint-Pierre d'Aspach-le-Bas                                                      | Aspach-le-Bas           |         | 47° 45′ 41″ nord, 7° 08′ 55″ est | « IA68004582 » | |             | Église Saint-Pierre d'Aspach-le-Bas                                                      |
| Église Saint-Barthélemy d'Aspach-le-Haut                                                 | Aspach-le-Haut          |         | 47° 46′ 27″ nord, 7° 07′ 49″ est | « IA00024283 » | |             | Église Saint-Barthélemy d'Aspach-le-Haut                                                 |
| Église Saint-Prix-Saint-Amarin d'Erbenheim                                               | Aspach-le-Haut          |         | 47° 47′ 19″ nord, 7° 08′ 03″ est | « IA00024285 » | |             | Image manquante Téléverser                                                               |
| Église Saint-Valentin d'Attenschwiller                                                   | Attenschwiller          |         | 47° 34′ 00″ nord, 7° 27′ 44″ est | « IA00024369 » | |             | Église Saint-Valentin d'Attenschwiller                                                   |
| Église Saint-Jacques-le-Majeur d'Aubure                                                  | Aubure                  |         | 48° 11′ 52″ nord, 7° 13′ 18″ est | « PA00085333 » | Inscrit MH Maître-Autel | 1935        | Église Saint-Jacques-le-Majeur d'Aubure                                                  |
| Église Saint-Pierre-et-Saint-Paul de Baldersheim                                         | Baldersheim             |         | 47° 48′ 05″ nord, 7° 22′ 49″ est | « IA00096014 » | |             | Église Saint-Pierre-et-Saint-Paul de Baldersheim                                         |
| Église Saint-Nicolas de Balgau                                                           | Balgau                  |         | 47° 55′ 43″ nord, 7° 32′ 24″ est | « IA68005085 » | |             | Église Saint-Nicolas de Balgau                                                           |
| Église Saint-Jean-l'Évangéliste de Ballersdorf                                           | Ballersdorf             |         | 47° 37′ 30″ nord, 7° 09′ 44″ est | « IA68006116 » | |             | Église Saint-Jean-l'Évangéliste de Ballersdorf                                           |
| Église Saint-Morand de Balschwiller                                                      | Balschwiller            |         | 47° 40′ 10″ nord, 7° 10′ 14″ est | « IA68006802 » | |             | Église Saint-Morand de Balschwiller                                                      |
| Église Saint-Michel de Baltzenheim                                                       | Baltzenheim             |         | 48° 05′ 39″ nord, 7° 33′ 24″ est | « PA00085334 » | Classé MH Tour et peintures murales dans la nef côté est et nord-est                                                                                | 1901        | Église Saint-Michel de Baltzenheim                                                       |
| Église Saint-Michel de Bantzenheim                                                       | Bantzenheim             |         | 47° 49′ 31″ nord, 7° 31′ 01″ est | « IA00096031 » | |             | Église Saint-Michel de Bantzenheim                                                       |
| Église Saint-Georges de Bartenheim                                                       | Bartenheim              |         | 47° 37′ 58″ nord, 7° 28′ 22″ est | « IA00122411 » | |             | Église Saint-Georges de Bartenheim                                                       |
| Église Saint-Imier de Battenheim                                                         | Battenheim              |         | 47° 49′ 14″ nord, 7° 22′ 55″ est | « IA00095928 » | |             | Église Saint-Imier de Battenheim                                                         |
| Église Saint-Martin de Beblenheim                                                        | Beblenheim              |         | 48° 09′ 34″ nord, 7° 19′ 35″ est |                | |             | Église Saint-Martin de Beblenheim                                                        |
| Église conventuelle Saint-Joseph de Bellemagny                                           | Bellemagny              |         | 47° 41′ 24″ nord, 7° 03′ 53″ est | « IA68006648 » | |             | Église conventuelle Saint-Joseph de Bellemagny                                           |
| Église de l'Exaltation-de-la-Sainte-Croix de Bendorf                                     | Bendorf                 |         | 47° 29′ 16″ nord, 7° 16′ 54″ est | « IA68002302 » | |             | Église de l'Exaltation-de-la-Sainte-Croix de Bendorf                                     |
| Église Saints-Pierre-et-Paul de Bennwihr                                                 | Bennwihr                |         | 48° 08′ 40″ nord, 7° 19′ 28″ est | « PA00085338 » | Inscrit MH Tabernacle et restes de peintures du clocher                                                                                             | 1931        | Église Saints-Pierre-et-Paul de Bennwihr                                                 |
| Église Saint-Imier de Berentzwiller                                                      | Berentzwiller           |         | 47° 35′ 13″ nord, 7° 22′ 52″ est | « IA68005776 » | |             | Église Saint-Imier de Berentzwiller                                                      |
| Église de l'Assomption-de-la-Bienheureuse-Vierge-Marie de Bergheim                       | Bergheim                |         | 48° 12′ 18″ nord, 7° 21′ 53″ est | « PA00085341 » | Inscrit MH | 1985        | Église de l'Assomption-de-la-Bienheureuse-Vierge-Marie de Bergheim                       |
| Église Saint-Gall de Bergholtz                                                           | Bergholtz               |         | 47° 55′ 08″ nord, 7° 14′ 51″ est | « IA00054810 » | |             | Église Saint-Gall de Bergholtz                                                           |
| Église Saint-Benoît de Bergholtzzell                                                     | Bergholtzzell           |         | 47° 55′ 51″ nord, 7° 13′ 56″ est | « PA00125231 » | Inscrit MH partiellement | 1993        | Église Saint-Benoît de Bergholtzzell                                                     |
| Ancienne Église Saint-Benoît de Bergholtzzell                                            | Bergholtzzell           |         | 47° 55′ 51″ nord, 7° 13′ 54″ est | « IA00054978 » | |             | Image manquante Téléverser                                                               |
| Église Sainte-Brigide-d'Irlande de Berrwiller                                            | Berrwiller              |         | 47° 51′ 03″ nord, 7° 13′ 10″ est | « IA00111849 » | |             | Église Sainte-Brigide-d'Irlande de Berrwiller                                            |
| Église Sainte-Croix de Bettendorf                                                        | Bettendorf              |         | 47° 35′ 02″ nord, 7° 16′ 30″ est | « IA68002711 » | |             | Église Sainte-Croix de Bettendorf                                                        |
| Église Saint-Blaise de Bettlach                                                          | Bettlach                |         | 47° 30′ 02″ nord, 7° 24′ 13″ est | « IA68002322 » | |             | Église Saint-Blaise de Bettlach                                                          |
| Église Saint-Jean-Baptiste de Biesheim                                                   | Biesheim                |         | 48° 02′ 20″ nord, 7° 32′ 44″ est | « IA68005092 » | |             | Église Saint-Jean-Baptiste de Biesheim                                                   |
| Église Saint-Georges de Biltzheim                                                        | Biltzheim               |         | 47° 57′ 22″ nord, 7° 23′ 22″ est | « IA00074184 » | |             | Église Saint-Georges de Biltzheim                                                        |
| Église Saint-Joseph de Bischwihr                                                         | Bischwihr               |         | 48° 05′ 53″ nord, 7° 26′ 16″ est | « IA68004836 » | |             | Église Saint-Joseph de Bischwihr                                                         |
| Église Saint-Colomban de Bisel                                                           | Bisel                   |         | 47° 32′ 06″ nord, 7° 13′ 00″ est | « IA68002730 » | |             | Église Saint-Colomban de Bisel                                                           |
| Église Saint-Alphonse-de-Liguori de Bitschwiller-lès-Thann                               | Bitschwiller-lès-Thann  |         | 47° 49′ 50″ nord, 7° 04′ 45″ est | « IA00024288 » | |             | Église Saint-Alphonse-de-Liguori de Bitschwiller-lès-Thann                               |
| Église Saint-Blaise de Blodelsheim                                                       | Blodelsheim             |         | 47° 53′ 09″ nord, 7° 32′ 26″ est | « IA00074195 » | |             | Église Saint-Blaise de Blodelsheim                                                       |
| Église Saint-Léger de Blotzheim                                                          | Blotzheim               |         | 47° 36′ 08″ nord, 7° 29′ 43″ est | « IA00024381 » | |             | Église Saint-Léger de Blotzheim                                                          |
| Église Saint-Charles-Borromée de Bollwiller                                              | Bollwiller              |         | 47° 51′ 33″ nord, 7° 15′ 52″ est | « IA00111857 » | |             | Église Saint-Charles-Borromée de Bollwiller                                              |
| Église Saint-Apollinaire de Bourbach-le-Bas                                              | Bourbach-le-Bas         |         | 47° 46′ 31″ nord, 7° 03′ 36″ est | « IA00024178 » | |             | Église Saint-Apollinaire de Bourbach-le-Bas                                              |
| Église Saint-Michel de Bourbach-le-Haut                                                  | Bourbach-le-Haut        |         | 47° 47′ 44″ nord, 7° 01′ 48″ est | « IA68003224 » | |             | Église Saint-Michel de Bourbach-le-Haut                                                  |
| Église Saint-Jacques-le-Majeur de Bouxwiller                                             | Bouxwiller              |         | 47° 30′ 19″ nord, 7° 20′ 42″ est | « IA68002340 » | |             | Église Saint-Jacques-le-Majeur de Bouxwiller                                             |
| Église Saint-Remy de Bretten                                                             | Bretten                 |         | 47° 41′ 55″ nord, 7° 04′ 22″ est | « IA68006449 » | |             | Église Saint-Remy de Bretten                                                             |
| Église Saint-François-d'Assise de Brinckheim                                             | Brinckheim              |         | 47° 37′ 33″ nord, 7° 27′ 30″ est | « IA00122423 » | |             | Église Saint-François-d'Assise de Brinckheim                                             |
| Église Saint-Jacques-le-Majeur de Bruebach                                               | Bruebach                |         | 47° 42′ 02″ nord, 7° 21′ 32″ est | « IA00051484 » | |             | Église Saint-Jacques-le-Majeur de Bruebach                                               |
| Église Sainte-Odile de Brunstatt                                                         | Brunstatt               |         | 47° 43′ 43″ nord, 7° 19′ 25″ est |                | |             | Église Sainte-Odile de Brunstatt                                                         |
| Église Saint-Georges de Brunstatt                                                        | Brunstatt               |         | 47° 43′ 16″ nord, 7° 19′ 06″ est | « IA00051501 » | |             | Église Saint-Georges de Brunstatt                                                        |
| Église Saint-Aloyse-de-Gonzague de Bréchaumont                                           | Bréchaumont             |         | 47° 40′ 08″ nord, 7° 04′ 15″ est | « IA68006421 » | |             | Église Saint-Aloyse-de-Gonzague de Bréchaumont                                           |
| Église Saint-Étienne de Buethwiller                                                      | Buethwiller             |         | 47° 39′ 24″ nord, 7° 08′ 48″ est | « IA68006782 » | |             | Église Saint-Étienne de Buethwiller                                                      |
| Église Saint-Jean-Baptiste de Buhl                                                       | Buhl                    |         | 47° 55′ 39″ nord, 7° 10′ 56″ est | « PA00085356 » | Classé MH | 1863        | Église Saint-Jean-Baptiste de Buhl                                                       |
| Église Saints-Pierre-et-Paul de Burnhaupt-le-Bas                                         | Burnhaupt-le-Bas        |         | 47° 43′ 09″ nord, 7° 09′ 46″ est | « IA68004683 » | |             | Église Saints-Pierre-et-Paul de Burnhaupt-le-Bas                                         |
| Église Saint-Boniface de Burnhaupt-le-Haut                                               | Burnhaupt-le-Haut       |         | 47° 43′ 49″ nord, 7° 08′ 45″ est | « IA68004697 » | |             | Église Saint-Boniface de Burnhaupt-le-Haut                                               |
| Église Saint-Martin de Buschwiller                                                       | Buschwiller             |         | 47° 33′ 30″ nord, 7° 30′ 15″ est | « IA00024404 » | |             | Église Saint-Martin de Buschwiller                                                       |
| Église Saint-Georges de Carspach                                                         | Carspach                |         | 47° 36′ 53″ nord, 7° 12′ 47″ est | « IA68005897 » | |             | Église Saint-Georges de Carspach                                                         |
| Église Saint-Étienne de Cernay                                                           | Cernay                  |         | 47° 48′ 33″ nord, 7° 10′ 29″ est | « PA68000035 » | Inscrit MH Le cycle de peintures murales représentant le Credo                                                                                      | 2002        | Église Saint-Étienne de Cernay                                                           |
| Église Saint-Wendelin de Chalampé                                                        | Chalampé                |         | 47° 49′ 11″ nord, 7° 32′ 30″ est | « IA00096017 » | |             | Église Saint-Wendelin de Chalampé                                                        |
| Église Saint-Matthieu de Chavannes-sur-l'Étang                                           | Chavannes-sur-l'Étang   |         | 47° 38′ 26″ nord, 7° 01′ 57″ est | « IA68006752 » | |             | Église Saint-Matthieu de Chavannes-sur-l'Étang                                           |
| Collégiale Saint-Martin de Colmar                                                        | Colmar                  |         | 48° 04′ 38″ nord, 7° 21′ 30″ est | « PA00085368 » | Classé MH | 1840        | Collégiale Saint-Martin de Colmar                                                        |
| Église Saint-Antoine de Colmar                                                           | Colmar                  |         | 48° 04′ 43″ nord, 7° 22′ 11″ est |                | |             | Église Saint-Antoine de Colmar                                                           |
| Église Sainte-Marie ou Notre-Dame-de-la-Paix de Colmar                                   | Colmar                  |         | 48° 04′ 08″ nord, 7° 20′ 15″ est |                | |             | Église Sainte-Marie ou Notre-Dame-de-la-Paix de Colmar                                   |
| Église Saint-François-d'Assise de Colmar                                                 | Colmar                  |         | 48° 03′ 57″ nord, 7° 20′ 58″ est |                | |             | Église Saint-François-d'Assise de Colmar                                                 |
| Église Saint-Joseph de Colmar                                                            | Colmar                  |         | 48° 04′ 53″ nord, 7° 20′ 48″ est |                | |             | Église Saint-Joseph de Colmar                                                            |
| Église du couvent des dominicaines de Sainte-Catherine dite les Catherinettes de Colmar  | Colmar                  |         | à géolocaliser                   |                | |             | Image manquante Téléverser                                                               |
| Église Saint-Léon de Colmar                                                              | Colmar                  |         | 48° 05′ 16″ nord, 7° 21′ 46″ est | ACR0000509     | |             | Église Saint-Léon de Colmar                                                              |
| Église Saint-Paul de Colmar                                                              | Colmar                  |         | 48° 04′ 37″ nord, 7° 19′ 50″ est |                | |             | Église Saint-Paul de Colmar                                                              |
| Église Saint-Vincent-de-Paul de Colmar                                                   | Colmar                  |         | à géolocaliser                   |                | |             | Église Saint-Vincent-de-Paul de Colmar                                                   |
| Église de l'institut Saint-Joseph de Colmar                                              | Colmar                  |         | 48° 03′ 41″ nord, 7° 21′ 37″ est |                | |             | Église de l'institut Saint-Joseph de Colmar                                              |
| Église des Dominicains de Colmar                                                         | Colmar                  |         | 48° 04′ 42″ nord, 7° 21′ 24″ est |                | |             | Église des Dominicains de Colmar                                                         |
| Église Saint-Jacques-le-Majeur-et-Saint-Christophe de Courtavon                          | Courtavon               |         | 47° 27′ 42″ nord, 7° 11′ 52″ est | « IA68002349 » | |             | Église Saint-Jacques-le-Majeur-et-Saint-Christophe de Courtavon                          |
| Église Saint-Léonard de Dannemarie                                                       | Dannemarie              |         | 47° 37′ 48″ nord, 7° 07′ 10″ est | « IA68007633 » | |             | Église Saint-Léonard de Dannemarie                                                       |
| Église Saint-Léger de Dessenheim                                                         | Dessenheim              |         | 48° 01′ 36″ nord, 7° 30′ 26″ est | « IA68005104 » | |             | Église Saint-Léger de Dessenheim                                                         |
| Église Saint-Gall de Didenheim                                                           | Didenheim               |         | 47° 43′ 05″ nord, 7° 18′ 03″ est | « IA00051517 » | |             | Église Saint-Gall de Didenheim                                                           |
| Église Saint-Nicolas de Diefmatten                                                       | Diefmatten              |         | 47° 42′ 24″ nord, 7° 06′ 14″ est | « IA68006674 » | |             | Église Saint-Nicolas de Diefmatten                                                       |
| Ancienne église Saint-Nicolas de Dietwiller                                              | Dietwiller              |         | 47° 41′ 24″ nord, 7° 24′ 12″ est | « PA00085410 » | Inscrit MH Tour | 1937        | Ancienne église Saint-Nicolas de Dietwiller                                              |
| Église Saint-Nicolas de Dietwiller                                                       | Dietwiller              |         | 47° 41′ 30″ nord, 7° 24′ 07″ est | « IA00122429 » | |             | Église Saint-Nicolas de Dietwiller                                                       |
| Église de l'Exaltation-de-la-Sainte-Croix de Dolleren                                    | Dolleren                |         | 47° 48′ 21″ nord, 6° 55′ 59″ est | « IA68003229 » | |             | Église de l'Exaltation-de-la-Sainte-Croix de Dolleren                                    |
| Église Saint-Pierre-et-Saint-Paul de Durlinsdorf                                         | Durlinsdorf             |         | 47° 29′ 03″ nord, 7° 14′ 36″ est | « IA68002374 » | |             | Église Saint-Pierre-et-Saint-Paul de Durlinsdorf                                         |
| Église Saint-Georges de Durmenach                                                        | Durmenach               |         | 47° 31′ 44″ nord, 7° 20′ 07″ est | « IA68002387 » | |             | Église Saint-Georges de Durmenach                                                        |
| Église Saint-Blaise de Durrenentzen                                                      | Durrenentzen            |         | 48° 05′ 33″ nord, 7° 30′ 03″ est | « IA68004845 » | |             | Église Saint-Blaise de Durrenentzen                                                      |
| Église Saint-Léger d'Eglingen                                                            | Eglingen                |         | 47° 39′ 55″ nord, 7° 11′ 02″ est | « IA68005288 » | |             | Église Saint-Léger d'Eglingen                                                            |
| Église Saints-Pierre-et-Paul d'Eguisheim                                                 | Eguisheim               |         | 48° 02′ 32″ nord, 7° 18′ 21″ est | « PA00085415 » | Inscrit MH Tour ; Classé MH Portail intérieur de la Tour                                                                                            | 1933 ; 1934 | Église Saints-Pierre-et-Paul d'Eguisheim                                                 |
| Église Sainte-Odile d'Emlingen                                                           | Emlingen                |         | 47° 37′ 24″ nord, 7° 17′ 26″ est | « IA68005812 » | |             | Église Sainte-Odile d'Emlingen                                                           |
| Église Saint-Martin d'Ensisheim                                                          | Ensisheim               |         | 47° 51′ 57″ nord, 7° 21′ 10″ est | « IA00074211 » | |             | Église Saint-Martin d'Ensisheim                                                          |
| Église Saints-Pierre-et-Paul d'Eschentzwiller                                            | Eschentzwiller          |         | 47° 42′ 45″ nord, 7° 23′ 57″ est | « PA68000003 » | Inscrit MH Clocher-porche | 1996        | Église Saints-Pierre-et-Paul d'Eschentzwiller                                            |
| Église Saint-Pantale d'Eteimbes                                                          | Eteimbes                |         | 47° 42′ 10″ nord, 7° 03′ 13″ est | « IA68006687 » | |             | Église Saint-Pantale d'Eteimbes                                                          |
| Église Saint-Jacques-le-Majeur de Feldbach                                               | Feldbach                |         | 47° 32′ 13″ nord, 7° 15′ 56″ est | « PA00085429 » | Classé MH | 1898        | Église Saint-Jacques-le-Majeur de Feldbach                                               |
| Église Saint-Rémi de Feldkirch                                                           | Feldkirch               |         | 47° 51′ 59″ nord, 7° 16′ 33″ est | « IA00111870 » | |             | Église Saint-Rémi de Feldkirch                                                           |
| Église Saint-Antoine de Fellering                                                        | Fellering               |         | 47° 53′ 48″ nord, 6° 59′ 10″ est | « IA68003072 » | |             | Église Saint-Antoine de Fellering                                                        |
| Église Saint-Bernard-de-Menthon de Ferrette                                              | Ferrette                |         | 47° 29′ 41″ nord, 7° 18′ 53″ est | « PA00085431 » | Classé MH Tour et chœur | 1902        | Église Saint-Bernard-de-Menthon de Ferrette                                              |
| Église Sainte-Colombe de Fessenheim                                                      | Fessenheim              |         | 47° 54′ 52″ nord, 7° 32′ 18″ est | « IA00074248 » | |             | Église Sainte-Colombe de Fessenheim                                                      |
| Église Saint-Léger de Fislis                                                             | Fislis                  |         | 47° 30′ 20″ nord, 7° 22′ 53″ est | « IA68002436 » | |             | Église Saint-Léger de Fislis                                                             |
| Église Saint-Sébastien de Flaxlanden                                                     | Flaxlanden              |         | 47° 41′ 46″ nord, 7° 18′ 54″ est | « IA00051542 » | |             | Église Saint-Sébastien de Flaxlanden                                                     |
| Église Saint-Gall de Folgensbourg                                                        | Folgensbourg            |         | 47° 33′ 29″ nord, 7° 30′ 26″ est | « IA00024417 » | |             | Église Saint-Gall de Folgensbourg                                                        |
| Église Saint-Laurent de Fortschwihr                                                      | Fortschwihr             |         | 48° 05′ 23″ nord, 7° 26′ 57″ est | « IA68004852 » | |             | Église Saint-Laurent de Fortschwihr                                                      |
| Église Saint-Georges de Franken                                                          | Franken                 |         | 47° 36′ 11″ nord, 7° 21′ 20″ est | « IA68005846 » | |             | Église Saint-Georges de Franken                                                          |
| Église Saint-Pierre-et-Saint-Paul de Friesen                                             | Friesen                 |         | 47° 33′ 47″ nord, 7° 08′ 52″ est | « IA68002746 » | |             | Église Saint-Pierre-et-Saint-Paul de Friesen                                             |
| Église Saint-Pierre-et-Saint-Paul de Friesen                                             | Friesen                 |         | 47° 33′ 47″ nord, 7° 08′ 52″ est | « IA68002746 » | |             | Église Saint-Pierre-et-Saint-Paul de Friesen                                             |
| Église Notre-Dame-de-l'Assomption de Fréland                                             | Fréland                 |         | 48° 10′ 10″ nord, 7° 11′ 35″ est | « IA68007331 » | |             | Église Notre-Dame-de-l'Assomption de Fréland                                             |
| Église Sainte-Barbe de Frœningen                                                         | Frœningen               |         | 47° 41′ 27″ nord, 7° 16′ 17″ est | « IA68005295 » | |             | Église Sainte-Barbe de Frœningen                                                         |
| Église Saint-Gangolphe de Galfingue                                                      | Galfingue               |         | 47° 42′ 21″ nord, 7° 13′ 30″ est | « IA00051530 » | |             | Église Saint-Gangolphe de Galfingue                                                      |
| Église Saint-Sébastien de Geishouse                                                      | Geishouse               |         | 47° 52′ 54″ nord, 7° 03′ 34″ est | « IA68003086 » | |             | Église Saint-Sébastien de Geishouse                                                      |
| Église Saint-Jean-Baptiste de Geispitzen                                                 | Geispitzen              |         | 47° 40′ 01″ nord, 7° 25′ 19″ est | « IA00122603 » | |             | Église Saint-Jean-Baptiste de Geispitzen                                                 |
| Église Saint-Fridolin de Geiswasser                                                      | Geiswasser              |         | 47° 58′ 36″ nord, 7° 36′ 14″ est | « IA68005115 » | |             | Église Saint-Fridolin de Geiswasser                                                      |
| Église de l'Épiphanie-de-Notre-Seigneur de Gildwiller                                    | Gildwiller              |         | 47° 41′ 18″ nord, 7° 08′ 34″ est | « IA68006746 » | |             | Église de l'Épiphanie-de-Notre-Seigneur de Gildwiller                                    |
| Église Saint-Laurent de Goldbach-Altenbach                                               | Goldbach-Altenbach      |         | 47° 52′ 22″ nord, 7° 06′ 17″ est | « IA68003090 » | |             | Église Saint-Laurent de Goldbach-Altenbach                                               |
| Église Saint-Martin de Grentzingen                                                       | Grentzingen             |         | 47° 33′ 49″ nord, 7° 18′ 04″ est | « IA68002778 » | |             | Église Saint-Martin de Grentzingen                                                       |
| Église de l'Exaltation-de-la-Sainte-Croix de Grussenheim                                 | Grussenheim             |         | 48° 08′ 50″ nord, 7° 29′ 23″ est | « IA68004863 » | |             | Église de l'Exaltation-de-la-Sainte-Croix de Grussenheim                                 |
| Église Saint-Pantaléon de Gueberschwihr                                                  | Gueberschwihr           |         | 48° 00′ 17″ nord, 7° 16′ 31″ est | « PA00085433 » | Inscrit MH | 2019        | Église Saint-Pantaléon de Gueberschwihr                                                  |
| Église du couvent Saint-Marc de Gueberschwihr                                            | Gueberschwihr           |         | 48° 00′ 25″ nord, 7° 15′ 04″ est |                | |             | Image manquante Téléverser                                                               |
| Église Notre-Dame de Guebwiller                                                          | Guebwiller              |         | 47° 54′ 21″ nord, 7° 12′ 53″ est | « PA00085438 » | Classé MH | 1841        | Église Notre-Dame de Guebwiller                                                          |
| Église Saint-Léger de Guebwiller                                                         | Guebwiller              |         | 47° 54′ 42″ nord, 7° 12′ 33″ est | « PA00085440 » | Classé MH | 1842        | Église Saint-Léger de Guebwiller                                                         |
| Église Saint-Pierre-Saint-Paul du couvent des Dominicains de Guebwiller                  | Guebwiller              |         | 47° 54′ 29″ nord, 7° 12′ 51″ est | « IA00054845 » | |             | Église Saint-Pierre-Saint-Paul du couvent des Dominicains de Guebwiller                  |
| Église Saint-Maurice de Guewenheim                                                       | Guewenheim              |         | 47° 45′ 03″ nord, 7° 05′ 33″ est | « IA00024173 » | |             | Église Saint-Maurice de Guewenheim                                                       |
| Église Sainte-Agathe de Gundolsheim                                                      | Gundolsheim             |         | 47° 55′ 49″ nord, 7° 17′ 39″ est | « PA00085452 » | Classé MH Tour | 1841        | Église Sainte-Agathe de Gundolsheim                                                      |
| Église Saint-Himère de Gunsbach                                                          | Gunsbach                |         | 48° 02′ 48″ nord, 7° 10′ 30″ est | « IA68000905 » | |             | Église Saint-Himère de Gunsbach                                                          |
| Église Saint-Léger de Guémar                                                             | Guémar                  |         | 48° 11′ 13″ nord, 7° 23′ 58″ est | « IA68006064 » | |             | Église Saint-Léger de Guémar                                                             |
| Église Saint-Martin d'Habsheim                                                           | Habsheim                |         | 47° 43′ 44″ nord, 7° 25′ 00″ est | « IA00096457 » | |             | Église Saint-Martin d'Habsheim                                                           |
| Église Saint-Pierre d'Hagenbach                                                          | Hagenbach               |         | 47° 38′ 54″ nord, 7° 09′ 01″ est | « IA68006593 » | |             | Église Saint-Pierre d'Hagenbach                                                          |
| Église Saint-Pierre-et-Saint-Paul d'Hagenthal-le-Bas                                     | Hagenthal-le-Bas        |         | 47° 31′ 25″ nord, 7° 28′ 32″ est | « IA00024439 » | |             | Église Saint-Pierre-et-Saint-Paul d'Hagenthal-le-Bas                                     |
| Église Saint-Blaise d'Hartmannswiller                                                    | Hartmannswiller         |         | 47° 51′ 42″ nord, 7° 13′ 00″ est | « IA00111881 » | |             | Église Saint-Blaise d'Hartmannswiller                                                    |
| Église Sainte-Colombe de Hattstatt                                                       | Hattstatt               |         | 48° 00′ 44″ nord, 7° 18′ 06″ est | « PA00085456 » | Inscrit MH | 1984        | Église Sainte-Colombe de Hattstatt                                                       |
| Église Saint-Pierre-et-Saint-Paul d'Heidwiller                                           | Heidwiller              |         | 47° 39′ 34″ nord, 7° 14′ 24″ est | « IA68005314 » | |             | Église Saint-Pierre-et-Saint-Paul d'Heidwiller                                           |
| Église Saint-Pierre-et-Saint-Paul d'Heimersdorf                                          | Heimersdorf             |         | 47° 34′ 15″ nord, 7° 14′ 31″ est | « IA68002802 » | |             | Église Saint-Pierre-et-Saint-Paul d'Heimersdorf                                          |
| Église Saints-Projet-et-Amarin d'Heimsbrunn                                              | Heimsbrunn              |         | 47° 43′ 41″ nord, 7° 13′ 31″ est | « IA00051557 » | |             | Église Saints-Projet-et-Amarin d'Heimsbrunn                                              |
| Église Saint-Jacques-le-Majeur d'Heiteren                                                | Heiteren                |         | 47° 58′ 12″ nord, 7° 32′ 24″ est | « IA68005122 » | |             | Église Saint-Jacques-le-Majeur d'Heiteren                                                |
| Église Saint-Barthélemy d'Helfrantzkirch                                                 | Helfrantzkirch          |         | 47° 36′ 20″ nord, 7° 24′ 45″ est | « IA00122514 » | |             | Église Saint-Barthélemy d'Helfrantzkirch                                                 |
| Église Saint-Michel de Herrlisheim-près-Colmar                                           | Herrlisheim-près-Colmar |         | 48° 01′ 04″ nord, 7° 19′ 43″ est | « PA68000033 » | Inscrit MH Les vestiges médiévaux et Renaissance | 2001        | Église Saint-Michel de Herrlisheim-près-Colmar                                           |
| Église de la Présentation-de-la-Vierge d'Hettenschlag                                    | Hettenschlag            |         | 48° 00′ 15″ nord, 7° 27′ 14″ est | « IA68005131 » | |             | Église de la Présentation-de-la-Vierge d'Hettenschlag                                    |
| Église Sainte-Anne d'Hindlingen                                                          | Hindlingen              |         | 47° 34′ 21″ nord, 7° 08′ 24″ est | « IA68002830 » | |             | Église Sainte-Anne d'Hindlingen                                                          |
| Église Saint-Jean-Baptiste d'Hirsingue                                                   | Hirsingue               |         | 47° 35′ 08″ nord, 7° 15′ 01″ est | « IA68002847 » | |             | Église Saint-Jean-Baptiste d'Hirsingue                                                   |
| Église Saint-Maurice d'Hirtzbach                                                         | Hirtzbach               |         | 47° 35′ 56″ nord, 7° 13′ 24″ est | « IA68002876 » | |             | Église Saint-Maurice d'Hirtzbach                                                         |
| Église Saint-Laurent d'Hirtzfelden                                                       | Hirtzfelden             |         | 47° 54′ 42″ nord, 7° 26′ 44″ est | « IA00074263 » | |             | Église Saint-Laurent d'Hirtzfelden                                                       |
| Église Saint-Pierre-et-Saint-Paul d'Hochstatt                                            | Hochstatt               |         | 47° 42′ 11″ nord, 7° 16′ 33″ est | « IA68005246 » | |             | Église Saint-Pierre-et-Saint-Paul d'Hochstatt                                            |
| Église Saint-Martin de Holtzwihr                                                         | Holtzwihr               |         | 48° 06′ 50″ nord, 7° 25′ 13″ est | « IA68004882 » | |             | Église Saint-Martin de Holtzwihr                                                         |
| Église Saint-Nicolas d'Hombourg                                                          | Hombourg                |         | 47° 45′ 35″ nord, 7° 30′ 21″ est | « IA00096018 » | |             | Église Saint-Nicolas d'Hombourg                                                          |
| Église mixte Saint-Michel de Wihr-en-Plaine                                              | Horbourg-Wihr           |         | 48° 05′ 04″ nord, 7° 24′ 48″ est | « PA00085459 » | Classé MH Peinture murale | 1898        | Église mixte Saint-Michel de Wihr-en-Plaine                                              |
| Église Notre-Dame-de-l'Assomption de Horbourg-Wihr                                       | Horbourg-Wihr           |         | 48° 04′ 49″ nord, 7° 23′ 48″ est | « IA68004906 » | |             | Église Notre-Dame-de-l'Assomption de Horbourg-Wihr                                       |
| Église Saint-Maurice d'Houssen                                                           | Houssen                 |         | 48° 07′ 34″ nord, 7° 22′ 45″ est | « IA68004893 » | |             | Église Saint-Maurice d'Houssen                                                           |
| Église mixte Saint-Jacques-le-Majeur de Hunawihr                                         | Hunawihr                |         | 48° 10′ 42″ nord, 7° 18′ 38″ est | « PA00085463 » | Classé MH | 1972        | Église mixte Saint-Jacques-le-Majeur de Hunawihr                                         |
| Église Saint-Martin d'Hundsbach                                                          | Hundsbach               |         | 47° 36′ 08″ nord, 7° 20′ 02″ est | « IA68005435 » | |             | Église Saint-Martin d'Hundsbach                                                          |
| Église Saint-Louis d'Huningue                                                            | Huningue                |         | 47° 35′ 32″ nord, 7° 35′ 01″ est | « PA00085460 » | Inscrit MH Façades, toiture et clocher | 1938        | Église Saint-Louis d'Huningue                                                            |
| Église du Christ-Roi d'Huningue                                                          | Huningue                |         | 47° 35′ 32″ nord, 7° 34′ 54″ est |                | |             | Église du Christ-Roi d'Huningue                                                          |
| Église Saint-Philippe-et-Saint-Jacques d'Husseren-Wesserling                             | Husseren-Wesserling     |         | 47° 53′ 01″ nord, 6° 59′ 32″ est | « IA68003096 » | |             | Église Saint-Philippe-et-Saint-Jacques d'Husseren-Wesserling                             |
| Église Saint-Pancrace d'Husseren-les-Châteaux                                            | Husseren-les-Châteaux   |         | 48° 02′ 07″ nord, 7° 16′ 48″ est | « IA68003599 » | |             | Église Saint-Pancrace d'Husseren-les-Châteaux                                            |
| Église Saint-Remi d'Hégenheim                                                            | Hégenheim               |         | 47° 33′ 43″ nord, 7° 31′ 32″ est | « IA00024466 » | |             | Église Saint-Remi d'Hégenheim                                                            |
| Église Saint-Laurent de Hésingue                                                         | Hésingue                |         | 47° 34′ 34″ nord, 7° 31′ 17″ est | « IA00024478 » | |             | Église Saint-Laurent de Hésingue                                                         |
| Église Saint-Martin d'Illfurth                                                           | Illfurth                |         | 47° 40′ 17″ nord, 7° 15′ 53″ est | « IA68005323 » | |             | Église Saint-Martin d'Illfurth                                                           |
| Ancienne église Saint-Martin d'Illfurth                                                  | Illfurth                |         | 47° 40′ 23″ nord, 7° 15′ 47″ est | « PA00085466 » | Classé MH Tour avec ses peintures murales | 1991        | Ancienne église Saint-Martin d'Illfurth                                                  |
| Église Saints-Pierre-et-Paul d'Illhaeusern                                               | Illhaeusern             |         | 48° 11′ 05″ nord, 7° 26′ 01″ est | « IA68006089 » | |             | Église Saints-Pierre-et-Paul d'Illhaeusern                                               |
| Église Saint-Bernard d'Illzach                                                           | Illzach                 |         | 47° 46′ 12″ nord, 7° 21′ 35″ est |                | |             | Église Saint-Bernard d'Illzach                                                           |
| Église Saint-Jean-Baptiste d'Illzach                                                     | Illzach                 |         | 47° 46′ 51″ nord, 7° 21′ 02″ est | « IA00096037 » | |             | Église Saint-Jean-Baptiste d'Illzach                                                     |
| Église Saint-Barthélemy d'Ingersheim                                                     | Ingersheim              |         | 48° 06′ 01″ nord, 7° 18′ 14″ est | « IA68004039 » | |             | Église Saint-Barthélemy d'Ingersheim                                                     |
| Église Saint-André d'Issenheim                                                           | Issenheim               |         | 47° 54′ 15″ nord, 7° 15′ 02″ est | « IA00111891 » | |             | Église Saint-André d'Issenheim                                                           |
| Église Saint-Michel d'Issenheim                                                          | Issenheim               |         | 47° 54′ 08″ nord, 7° 14′ 58″ est |                | |             | Image manquante Téléverser                                                               |
| Église du Sacré-Cœur de Jettingen                                                        | Jettingen               |         | 47° 35′ 53″ nord, 7° 22′ 19″ est | « IA68005741 » | |             | Église du Sacré-Cœur de Jettingen                                                        |
| Église Sainte-Marie-Auxiliatrice de Jungholtz                                            | Jungholtz               |         | 47° 52′ 54″ nord, 7° 11′ 21″ est | « PA00085469 » | Inscrit MH | 1982        | Église Sainte-Marie-Auxiliatrice de Jungholtz                                            |
| Église Saint-Michel de Kappelen                                                          | Kappelen                |         | 47° 37′ 05″ nord, 7° 26′ 11″ est | « IA00122522 » | |             | Église Saint-Michel de Kappelen                                                          |
| Ancienne église Saint-Michel de Kappelen                                                 | Kappelen                |         | 47° 37′ 04″ nord, 7° 26′ 06″ est | « IA00122523 » | |             | Image manquante Téléverser                                                               |
| Église Saint-Nicolas de Katzenthal                                                       | Katzenthal              |         | 48° 06′ 29″ nord, 7° 17′ 05″ est |                | |             | Église Saint-Nicolas de Katzenthal                                                       |
| Église Saint-Jean-Baptiste du couvent des Franciscains de Kaysersberg                    | Kaysersberg Vignoble    |         | à géolocaliser                   |                | |             | Image manquante Téléverser                                                               |
| Église Saint-Pierre-et-Saint-Paul de Sigolsheim                                          | Kaysersberg Vignoble    |         | 48° 08′ 04″ nord, 7° 18′ 03″ est | « PA00085675 » | Classé MH | 1841        | Église Saint-Pierre-et-Saint-Paul de Sigolsheim                                          |
| Église de l'Invention-de-la-Sainte-Croix de Kaysersberg                                  | Kaysersberg Vignoble    |         | 48° 08′ 20″ nord, 7° 15′ 49″ est | « PA00085477 » | Inscrit MH Clocher ; Classé MH Eglise, à l'exception du clocher                                                                                     | 1932 ; 1985 | Église de l'Invention-de-la-Sainte-Croix de Kaysersberg                                  |
| Église Notre-Dame-des-Sept-Douleurs de Kientzheim                                        | Kaysersberg Vignoble    |         | 48° 08′ 11″ nord, 7° 17′ 05″ est | « IA68004077 » | |             | Église Notre-Dame-des-Sept-Douleurs de Kientzheim                                        |
| Église Notre-Dame-de-la-Maternité de Loechlé                                             | Kembs                   |         | 47° 39′ 08″ nord, 7° 30′ 20″ est | « IA00122507 » | |             | Église Notre-Dame-de-la-Maternité de Loechlé                                             |
| Église Saint-Jean-Baptiste de Kembs                                                      | Kembs                   |         | 47° 41′ 26″ nord, 7° 30′ 14″ est | « IA00122434 » | |             | Église Saint-Jean-Baptiste de Kembs                                                      |
| Église Saint-Pierre-et-Saint-Paul de Kiffis                                              | Kiffis                  |         | 47° 26′ 28″ nord, 7° 21′ 36″ est | « IA68002449 » | |             | Église Saint-Pierre-et-Saint-Paul de Kiffis                                              |
| Église Saint-Adelphe de Kingersheim                                                      | Kingersheim             |         | 47° 47′ 33″ nord, 7° 20′ 20″ est | « IA00050895 » | |             | Église Saint-Adelphe de Kingersheim                                                      |
| Église Saint-Vincent de Kirchberg                                                        | Kirchberg               |         | 47° 47′ 53″ nord, 6° 57′ 29″ est | « IA68003236 » | |             | Église Saint-Vincent de Kirchberg                                                        |
| Église Saint-Jacques-le-Majeur de Knœringue                                              | Knœringue               |         | 47° 33′ 47″ nord, 7° 24′ 12″ est | « IA00024513 » | |             | Église Saint-Jacques-le-Majeur de Knœringue                                              |
| Église Saint-Wendelin de Kruth                                                           | Kruth                   |         | 47° 54′ 35″ nord, 6° 58′ 31″ est | « IA68003106 » | |             | Église Saint-Wendelin de Kruth                                                           |
| Église simultanée de Kunheim                                                             | Kunheim                 |         | à géolocaliser                   | « IA68004955 » | |             | Image manquante Téléverser                                                               |
| Église Saint-Léger de Kœstlach                                                           | Kœstlach                |         | 47° 30′ 23″ nord, 7° 16′ 20″ est | « IA68002457 » | |             | Église Saint-Léger de Kœstlach                                                           |
| Église Saint-Léger de Kœtzingue                                                          | Kœtzingue               |         | 47° 38′ 55″ nord, 7° 23′ 30″ est | « IA00122526 » | |             | Église Saint-Léger de Kœtzingue                                                          |
| Église Saint-Joseph de Labaroche                                                         | Labaroche               |         | 48° 06′ 34″ nord, 7° 11′ 39″ est | « IA68007608 » | |             | Église Saint-Joseph de Labaroche                                                         |
| Église Saint-Michel de Basse-Baroche                                                     | Labaroche               |         | 48° 06′ 38″ nord, 7° 12′ 25″ est | « IA68007607 » | |             | Église Saint-Michel de Basse-Baroche                                                     |
| Église de l'Assomption de Landser                                                        | Landser                 |         | 47° 41′ 00″ nord, 7° 23′ 09″ est | « IA00122398 » | |             | Église de l'Assomption de Landser                                                        |
| Église Sainte-Odile de Lapoutroie                                                        | Lapoutroie              |         | 48° 09′ 09″ nord, 7° 10′ 04″ est | « PA00085781 » | Inscrit MH Cycle de peintures murales consacré à Sainte-Odile                                                                                       | 1992        | Église Sainte-Odile de Lapoutroie                                                        |
| Église Sainte-Richarde d'Hachimette                                                      | Lapoutroie              |         | 48° 08′ 53″ nord, 7° 11′ 21″ est | « IA68007401 » | |             | Église Sainte-Richarde d'Hachimette                                                      |
| Église Saint-Georges de Largitzen                                                        | Largitzen               |         | 47° 33′ 41″ nord, 7° 11′ 14″ est | « IA68002904 » | |             | Église Saint-Georges de Largitzen                                                        |
| Église Saint-Jean-Baptiste de Lautenbach                                                 | Lautenbach              |         | 47° 56′ 28″ nord, 7° 09′ 32″ est | « PA00085503 » | Classé MH | 1898        | Église Saint-Jean-Baptiste de Lautenbach                                                 |
| Église Saint-Michel de Schweighouse                                                      | Lautenbach              |         | 47° 56′ 18″ nord, 7° 10′ 45″ est | « IA00054829 » | |             | Église Saint-Michel de Schweighouse                                                      |
| Abbaye de Lautenbach                                                                     | Lautenbach              |         | à géolocaliser                   | « IA00054823 » | |             | Abbaye de Lautenbach                                                                     |
| Église Saint-Pierre-et-Saint-Paul de Lautenbachzell                                      | Lautenbachzell          |         | 47° 56′ 28″ nord, 7° 08′ 57″ est | « IA00054806 » | |             | Église Saint-Pierre-et-Saint-Paul de Lautenbachzell                                      |
| Église Saint-Nicolas de Sengern                                                          | Lautenbachzell          |         | 47° 56′ 32″ nord, 7° 07′ 19″ est | « IA00054807 » | |             | Église Saint-Nicolas de Sengern                                                          |
| Église Saint-Éloi de Lauw                                                                | Lauw                    |         | 47° 45′ 29″ nord, 7° 01′ 11″ est | « IA68003248 » | |             | Église Saint-Éloi de Lauw                                                                |
| Église Saint-Nicolas du Bonhomme                                                         | Le Bonhomme             |         | 48° 10′ 21″ nord, 7° 06′ 51″ est | « IA68007309 » | |             | Église Saint-Nicolas du Bonhomme                                                         |
| Église Sainte-Marguerite de Soppe-le-Haut                                                | Le Haut Soultzbach      |         | 47° 44′ 05″ nord, 7° 03′ 29″ est | « PA00135160 » | Inscrit MH | 1995        | Église Sainte-Marguerite de Soppe-le-Haut                                                |
| Ancienne église Saint-Blaise de Leimbach                                                 | Leimbach                |         | 47° 47′ 40″ nord, 7° 05′ 41″ est | « PA00085504 » | Classé MH | 1924        | Ancienne église Saint-Blaise de Leimbach                                                 |
| Église Saint-Blaise de Leimbach                                                          | Leimbach                |         | 47° 47′ 37″ nord, 7° 05′ 56″ est | « IA00024169 » | |             | Église Saint-Blaise de Leimbach                                                          |
| Église Saint-Maurice de Levoncourt                                                       | Levoncourt              |         | 47° 26′ 58″ nord, 7° 12′ 17″ est | « IA68002365 » | |             | Église Saint-Maurice de Levoncourt                                                       |
| Église Saint-Léger de Leymen                                                             | Leymen                  |         | 47° 29′ 40″ nord, 7° 28′ 55″ est | « IA00024524 » | |             | Église Saint-Léger de Leymen                                                             |
| Église Saint-Martin dite Weisskirch de Leymen                                            | Leymen                  |         | à géolocaliser                   | « IA00024523 » | |             | Image manquante Téléverser                                                               |
| Église Saint-Marc de Liebenswiller                                                       | Liebenswiller           |         | 47° 29′ 54″ nord, 7° 27′ 19″ est | « IA00024551 » | |             | Église Saint-Marc de Liebenswiller                                                       |
| Église Saint-Jean-Gualbert de Liebsdorf                                                  | Liebsdorf               |         | 47° 28′ 49″ nord, 7° 13′ 48″ est | « IA68002469 » | |             | Église Saint-Jean-Gualbert de Liebsdorf                                                  |
| Église Saint-Georges de Ligsdorf                                                         | Ligsdorf                |         | 47° 28′ 23″ nord, 7° 18′ 18″ est | « IA68002478 » | |             | Église Saint-Georges de Ligsdorf                                                         |
| Église Sainte-Marie-Madeleine de Linthal                                                 | Linthal                 |         | 47° 57′ 11″ nord, 7° 07′ 27″ est | « IA00054787 » | |             | Église Sainte-Marie-Madeleine de Linthal                                                 |
| Église de l'Assomption-de-la-Bienheureuse-Vierge-Marie de Lièpvre                        | Lièpvre                 |         | 48° 16′ 23″ nord, 7° 16′ 46″ est | « IA68007166 » | |             | Église de l'Assomption-de-la-Bienheureuse-Vierge-Marie de Lièpvre                        |
| Église Saint-Maurice de Logelheim                                                        | Logelheim               |         | 48° 01′ 06″ nord, 7° 24′ 25″ est | « IA68005135 » | |             | Église Saint-Maurice de Logelheim                                                        |
| Église Saint-Christophe de Luemschwiller                                                 | Luemschwiller           |         | 47° 39′ 17″ nord, 7° 17′ 14″ est | « IA68005874 » | |             | Église Saint-Christophe de Luemschwiller                                                 |
| Église Saint-Léger de Lutter                                                             | Lutter                  |         | 47° 28′ 02″ nord, 7° 22′ 54″ est | « IA68002512 » | |             | Église Saint-Léger de Lutter                                                             |
| Basilique Sacré-Cœur de Lutterbach                                                       | Lutterbach              |         | 47° 45′ 39″ nord, 7° 17′ 01″ est | « IA00050911 » | |             | Basilique Sacré-Cœur de Lutterbach                                                       |
| Église Saint-Michel de Magstatt-le-Bas                                                   | Magstatt-le-Bas         |         | 47° 38′ 18″ nord, 7° 24′ 34″ est | « IA00122533 » | |             | Église Saint-Michel de Magstatt-le-Bas                                                   |
| Église Saint-Laurent de Magstatt-le-Haut                                                 | Magstatt-le-Haut        |         | 47° 38′ 05″ nord, 7° 23′ 50″ est | « IA00122540 » | |             | Église Saint-Laurent de Magstatt-le-Haut                                                 |
| Église Saint-Joseph-Artisan de Malmerspach                                               | Malmerspach             |         | 47° 51′ 59″ nord, 7° 02′ 20″ est |                | |             | Église Saint-Joseph-Artisan de Malmerspach                                               |
| Église Saint-Léger de Manspach                                                           | Manspach                |         | 47° 36′ 58″ nord, 7° 06′ 20″ est | « IA68006232 » | |             | Église Saint-Léger de Manspach                                                           |
| Abbatiale Saint-Léger de Masevaux                                                        | Masevaux-Niederbruck    |         | à géolocaliser                   |                | |             | Image manquante Téléverser                                                               |
| Église Saint-Martin de Masevaux                                                          | Masevaux-Niederbruck    |         | 47° 46′ 35″ nord, 6° 59′ 45″ est | « PA00085511 » | Inscrit MH Façade et tour | 1937        | Église Saint-Martin de Masevaux                                                          |
| Église Saint-Maurice de Mertzen                                                          | Mertzen                 |         | 47° 35′ 25″ nord, 7° 07′ 49″ est | « IA68002914 » | |             | Église Saint-Maurice de Mertzen                                                          |
| Église Saints-Pierre-et-Paul de Merxheim                                                 | Merxheim                |         | 47° 54′ 42″ nord, 7° 17′ 31″ est | « PA00085519 » | Classé MH Clocher | 1973        | Église Saints-Pierre-et-Paul de Merxheim                                                 |
| Église Saints-Pierre-et-Paul de Meyenheim                                                | Meyenheim               |         | 47° 54′ 52″ nord, 7° 21′ 28″ est | « PA00085520 » | Inscrit MH Clocher | 1984        | Église Saints-Pierre-et-Paul de Meyenheim                                                |
| Église Sainte-Agathe de Michelbach                                                       | Michelbach              |         | 47° 45′ 43″ nord, 7° 07′ 02″ est | « IA00024303 » | |             | Église Sainte-Agathe de Michelbach                                                       |
| Église Saint-Théodore de Michelbach-le-Bas                                               | Michelbach-le-Bas       |         | 47° 35′ 38″ nord, 7° 27′ 49″ est | « IA00024560 » | |             | Église Saint-Théodore de Michelbach-le-Bas                                               |
| Église Saint-Jacques-le-Majeur de Michelbach-le-Haut                                     | Michelbach-le-Haut      |         | 47° 33′ 58″ nord, 7° 26′ 36″ est | « IA00024566 » | |             | Église Saint-Jacques-le-Majeur de Michelbach-le-Haut                                     |
| Église de l'Immaculée-Conception de Mittlach                                             | Mittlach                |         | 48° 00′ 10″ nord, 7° 01′ 57″ est | « IA68000935 » | |             | Église de l'Immaculée-Conception de Mittlach                                             |
| Église Saint-Dominique de Mitzach                                                        | Mitzach                 |         | 47° 51′ 48″ nord, 7° 00′ 00″ est | « IA68003198 » | |             | Église Saint-Dominique de Mitzach                                                        |
| Église Saint-Jean-Baptiste de Mollau                                                     | Mollau                  |         | 47° 52′ 16″ nord, 6° 58′ 27″ est | « IA68003141 » | |             | Église Saint-Jean-Baptiste de Mollau                                                     |
| Église Saint-Denis de Montreux-Jeune                                                     | Montreux-Jeune          |         | 47° 36′ 44″ nord, 7° 01′ 58″ est | « IA68006578 » | |             | Église Saint-Denis de Montreux-Jeune                                                     |
| Église Saint-Alban de Montreux-Vieux                                                     | Montreux-Vieux          |         | 47° 37′ 07″ nord, 7° 01′ 20″ est | « IA68006557 » | |             | Église Saint-Alban de Montreux-Vieux                                                     |
| Église Saint-Augustin de Moosch                                                          | Moosch                  |         | 47° 51′ 35″ nord, 7° 02′ 59″ est | « IA68003209 » | |             | Église Saint-Augustin de Moosch                                                          |
| Église Saint-Blaise de Mooslargue                                                        | Mooslargue              |         | 47° 30′ 32″ nord, 7° 13′ 08″ est | « IA68002542 » | |             | Église Saint-Blaise de Mooslargue                                                        |
| Église Saint-Ulrich de Morschwiller-le-Bas                                               | Morschwiller-le-Bas     |         | 47° 44′ 15″ nord, 7° 16′ 11″ est | « IA00051576 » | |             | Église Saint-Ulrich de Morschwiller-le-Bas                                               |
| Église Saint-Blaise de Muespach                                                          | Muespach                |         | 47° 32′ 52″ nord, 7° 22′ 42″ est | « IA68002549 » | |             | Église Saint-Blaise de Muespach                                                          |
| Église Saint-Georges de Muespach-le-Haut                                                 | Muespach-le-Haut        |         | 47° 32′ 43″ nord, 7° 24′ 04″ est | « IA68002569 » | |             | Église Saint-Georges de Muespach-le-Haut                                                 |
| Église Saint-Barthélemy de Muhlbach-sur-Munster                                          | Muhlbach-sur-Munster    |         | 48° 01′ 32″ nord, 7° 05′ 00″ est | « IA68000941 » | |             | Église Saint-Barthélemy de Muhlbach-sur-Munster                                          |
| Église Saint-Fridolin de Mulhouse                                                        | Mulhouse                |         | 47° 45′ 18″ nord, 7° 19′ 49″ est | « IA00096482 » | |             | Église Saint-Fridolin de Mulhouse                                                        |
| Église Saint-Étienne de Mulhouse                                                         | Mulhouse                |         | 47° 44′ 37″ nord, 7° 20′ 12″ est | « PA68000049 » | Inscrit MH | 2007        | Église Saint-Étienne de Mulhouse                                                         |
| Église Sainte-Jeanne-d'Arc de Mulhouse                                                   | Mulhouse                |         | 47° 45′ 32″ nord, 7° 20′ 30″ est | « PA00085759 » | Inscrit MH | 1990        | Église Sainte-Jeanne-d'Arc de Mulhouse                                                   |
| Église médiévale Saint-Étienne de Mulhouse                                               | Mulhouse                |         | 47° 44′ 48″ nord, 7° 20′ 18″ est | « PA00085782 » | Inscrit MH Vestiges archéologiques | 1992        | Image manquante Téléverser                                                               |
| Église du Sacré-Cœur de Mulhouse                                                         | Mulhouse                |         | 47° 44′ 13″ nord, 7° 20′ 16″ est | « IA00096479 » | |             | Église du Sacré-Cœur de Mulhouse                                                         |
| Église Saint-Antoine de Bourtzwiller                                                     | Mulhouse                |         | 47° 46′ 13″ nord, 7° 19′ 18″ est | « IA00096615 » | |             | Église Saint-Antoine de Bourtzwiller                                                     |
| Église Saint-Barthélemy de Dornach                                                       | Mulhouse                |         | 47° 44′ 38″ nord, 7° 18′ 47″ est | « IA00096617 » | |             | Église Saint-Barthélemy de Dornach                                                       |
| Église Sainte-Claire de Bourtzwiller                                                     | Mulhouse                |         | 47° 46′ 15″ nord, 7° 19′ 44″ est |                | |             | Image manquante Téléverser                                                               |
| Église Sainte-Geneviève de Mulhouse                                                      | Mulhouse                |         | 47° 44′ 59″ nord, 7° 20′ 52″ est | « IA00096486 » | |             | Église Sainte-Geneviève de Mulhouse                                                      |
| Église Sainte-Marie de Mulhouse                                                          | Mulhouse                |         | 47° 44′ 54″ nord, 7° 20′ 08″ est | « IA00096489 » | |             | Église Sainte-Marie de Mulhouse                                                          |
| Église Sainte-Thérèse de Mulhouse                                                        | Mulhouse                |         | 47° 45′ 03″ nord, 7° 18′ 25″ est | « IA00096619 » | |             | Église Sainte-Thérèse de Mulhouse                                                        |
| Église Saint-François-d'Assise de Dornach                                                | Mulhouse                |         | 47° 44′ 05″ nord, 7° 18′ 39″ est | « IA00096618 » | |             | Église Saint-François-d'Assise de Dornach                                                |
| Église Saint-Jean-Bosco de Drouot - Barbanègre                                           | Mulhouse                |         | 47° 45′ 32″ nord, 7° 21′ 25″ est | « IA00096483 » | |             | Église Saint-Jean-Bosco de Drouot - Barbanègre                                           |
| Église Saint-Joseph de Cité-Briand                                                       | Mulhouse                |         | 47° 45′ 01″ nord, 7° 19′ 23″ est | « IA00096484 » | |             | Église Saint-Joseph de Cité-Briand                                                       |
| Église Saints-Pierre-et-Paul de Daguerre                                                 | Mulhouse                |         | 47° 44′ 43″ nord, 7° 19′ 21″ est | « IA00096485 » | |             | Église Saints-Pierre-et-Paul de Daguerre                                                 |
| Église Sainte-Agathe de Munchhouse                                                       | Munchhouse              |         | 47° 52′ 06″ nord, 7° 27′ 07″ est | « IA00074293 » | |             | Église Sainte-Agathe de Munchhouse                                                       |
| Église Saint-Léger de Munster                                                            | Munster                 |         | 48° 02′ 27″ nord, 7° 08′ 21″ est | « IA68000901 » | |             | Église Saint-Léger de Munster                                                            |
| Église mixte de Muntzenheim                                                              | Muntzenheim             |         | 48° 06′ 05″ nord, 7° 28′ 28″ est | « PA00085553 » | |             | Église mixte de Muntzenheim                                                              |
| Église de Sion de Muntzenheim                                                            | Muntzenheim             |         | 48° 06′ 07″ nord, 7° 28′ 14″ est | « IA68005057 » | |             | Église de Sion de Muntzenheim                                                            |
| Église Saint-Arbogast de Munwiller                                                       | Munwiller               |         | 47° 55′ 49″ nord, 7° 20′ 37″ est | « IA00074302 » | |             | Église Saint-Arbogast de Munwiller                                                       |
| Église Saint-Léger, ancienne abbatiale de Murbach                                        | Murbach                 |         | 47° 55′ 24″ nord, 7° 09′ 29″ est | « IA00054801 » | |             | Église Saint-Léger, ancienne abbatiale de Murbach                                        |
| Église Saint-Sixte de Murbach                                                            | Murbach                 |         | à géolocaliser                   | « IA00055033 » | |             | Image manquante Téléverser                                                               |
| Église Saint-Joseph de Mœrnach                                                           | Mœrnach                 |         | 47° 30′ 12″ nord, 7° 15′ 18″ est | « IA68002529 » | |             | Église Saint-Joseph de Mœrnach                                                           |
| Église Saint-Étienne de Nambsheim                                                        | Nambsheim               |         | 47° 56′ 01″ nord, 7° 33′ 48″ est | « IA68005148 » | |             | Église Saint-Étienne de Nambsheim                                                        |
| Église Saint-Louis de Neuf-Brisach                                                       | Neuf-Brisach            |         | 48° 01′ 07″ nord, 7° 31′ 44″ est | « PA00085557 » | Classé MH | 1939        | Église Saint-Louis de Neuf-Brisach                                                       |
| Église Sainte-Marguerite de Neuwiller                                                    | Neuwiller               |         | 47° 31′ 31″ nord, 7° 30′ 44″ est | « IA00024577 » | |             | Église Sainte-Marguerite de Neuwiller                                                    |
| Église Sainte-Agathe de Niederentzen                                                     | Niederentzen            |         | 47° 56′ 47″ nord, 7° 22′ 55″ est | « PA00135158 » | Inscrit MH | 1995        | Église Sainte-Agathe de Niederentzen                                                     |
| Église Sainte-Lucie de Niederhergheim                                                    | Niederhergheim          |         | 47° 59′ 10″ nord, 7° 23′ 48″ est | « PA68000029 » | Inscrit MH Décor intérieur peint et vitraux | 2000        | Église Sainte-Lucie de Niederhergheim                                                    |
| Église Saint-Gall de Niedermorschwihr                                                    | Niedermorschwihr        |         | 48° 05′ 58″ nord, 7° 16′ 26″ est | « PA00085766 » | Classé MH Clocher, avec ses peintures murales ; Inscrit MH Eglise, sauf clocher classé                                                              | 1993 ; 1993 | Église Saint-Gall de Niedermorschwihr                                                    |
| Église Saint-Ulrich de Niffer                                                            | Niffer                  |         | 47° 42′ 48″ nord, 7° 30′ 33″ est | « IA00096021 » | |             | Église Saint-Ulrich de Niffer                                                            |
| Église Saint-Antoine-de-Padoue d'Oberbruck                                               | Oberbruck               |         | 47° 48′ 24″ nord, 6° 56′ 35″ est | « IA68003255 » | |             | Église Saint-Antoine-de-Padoue d'Oberbruck                                               |
| Église Saint-Nicolas d'Oberentzen                                                        | Oberentzen              |         | 47° 56′ 39″ nord, 7° 22′ 42″ est | « IA00074345 » | |             | Église Saint-Nicolas d'Oberentzen                                                        |
| Église Saint-Léger d'Oberhergheim                                                        | Oberhergheim            |         | 47° 58′ 05″ nord, 7° 23′ 46″ est | « IA00074358 » | |             | Église Saint-Léger d'Oberhergheim                                                        |
| Église Saint-Martin d'Oberlarg                                                           | Oberlarg                |         | 47° 27′ 26″ nord, 7° 14′ 06″ est | « IA68002579 » | |             | Église Saint-Martin d'Oberlarg                                                           |
| Église Saints-Philippe-et-Jacques d'Obermorschwihr                                       | Obermorschwihr          |         | 48° 01′ 07″ nord, 7° 17′ 42″ est | « PA68000009 » | Inscrit MH partiellement | 1996        | Église Saints-Philippe-et-Jacques d'Obermorschwihr                                       |
| Abbatiale de Marbach d'Obermorschwihr                                                    | Obermorschwihr          |         | 48° 01′ 32″ nord, 7° 16′ 31″ est |                | |             | Image manquante Téléverser                                                               |
| Église Saint-Sebastien d'Obermorschwiller                                                | Obermorschwiller        |         | 47° 38′ 37″ nord, 7° 18′ 31″ est | « PA68000025 » | Inscrit MH | 1999        | Église Saint-Sebastien d'Obermorschwiller                                                |
| Église Saint-Gall d'Obersaasheim                                                         | Obersaasheim            |         | 47° 59′ 23″ nord, 7° 33′ 15″ est | « IA68005157 » | |             | Église Saint-Gall d'Obersaasheim                                                         |
| Église Saint-Nicolas d'Oderen                                                            | Oderen                  |         | 47° 54′ 33″ nord, 6° 58′ 20″ est | « IA68003118 » | |             | Église Saint-Nicolas d'Oderen                                                            |
| Église Saint-Martin d'Oltingue                                                           | Oltingue                |         | 47° 29′ 31″ nord, 7° 23′ 27″ est | « IA68002595 » | |             | Église Saint-Martin d'Oltingue                                                           |
| Église Saint-Urbain d'Orbey                                                              | Orbey                   |         | 48° 07′ 32″ nord, 7° 09′ 49″ est | « IA68007442 » | |             | Église Saint-Urbain d'Orbey                                                              |
| Église Sainte-Catherine des Basses-Huttes                                                | Orbey                   |         | 48° 05′ 50″ nord, 7° 08′ 15″ est | « IA68007461 » | |             | Église Sainte-Catherine des Basses-Huttes                                                |
| Église Saint-Nicolas d'Orschwihr                                                         | Orschwihr               |         | 47° 56′ 09″ nord, 7° 14′ 05″ est | « IA00054882 » | |             | Église Saint-Nicolas d'Orschwihr                                                         |
| Église Saint-Étienne d'Osenbach                                                          | Osenbach                |         | 47° 59′ 09″ nord, 7° 13′ 06″ est | « PA00085578 » | Inscrit MH Clocher et ancien choeur | 1976        | Église Saint-Étienne d'Osenbach                                                          |
| Église Saint-Nicolas d'Ostheim                                                           | Ostheim                 |         | 48° 09′ 34″ nord, 7° 22′ 12″ est | « IA68005946 » | |             | Église Saint-Nicolas d'Ostheim                                                           |
| Église Saint-Pierre-et-Saint-Paul d'Ottmarsheim                                          | Ottmarsheim             |         | 47° 47′ 14″ nord, 7° 30′ 27″ est | « PA00085580 » | Classé MH | 1841        | Église Saint-Pierre-et-Saint-Paul d'Ottmarsheim                                          |
| Église Saint-Martin de Petit-Landau                                                      | Petit-Landau            |         | 47° 43′ 50″ nord, 7° 31′ 10″ est | « IA00096029 » | |             | Église Saint-Martin de Petit-Landau                                                      |
| Église Saint-Martin de Pfaffenheim                                                       | Pfaffenheim             |         | 47° 59′ 05″ nord, 7° 17′ 09″ est | « PA00085583 » | Classé MH Choeur | 1840        | Église Saint-Martin de Pfaffenheim                                                       |
| Église Saint-Maurice de Pfastatt                                                         | Pfastatt                |         | 47° 46′ 10″ nord, 7° 18′ 09″ est | « IA00050935 » | |             | Église Saint-Maurice de Pfastatt                                                         |
| Église Saint-Géréon de Pfetterhouse                                                      | Pfetterhouse            |         | 47° 29′ 50″ nord, 7° 09′ 38″ est | « IA68002939 » | |             | Église Saint-Géréon de Pfetterhouse                                                      |
| Église Saint-Jean de Pulversheim                                                         | Pulversheim             |         | 47° 50′ 12″ nord, 7° 18′ 14″ est |                | |             | Image manquante Téléverser                                                               |
| Église Saint-Étienne de Pulversheim                                                      | Pulversheim             |         | 47° 50′ 17″ nord, 7° 17′ 57″ est | « IA00074376 » | |             | Église Saint-Étienne de Pulversheim                                                      |
| Église Saint-Étienne de Raedersdorf                                                      | Raedersdorf             |         | 47° 28′ 29″ nord, 7° 22′ 02″ est | « IA68002619 » | |             | Église Saint-Étienne de Raedersdorf                                                      |
| Église Saint-Projet-et-Saint-Amarin de Raedersheim                                       | Raedersheim             |         | 47° 53′ 16″ nord, 7° 17′ 00″ est | « IA00111935 » | |             | Église Saint-Projet-et-Saint-Amarin de Raedersheim                                       |
| Église Saint-Jean-Gualbert de Rammersmatt                                                | Rammersmatt             |         | 47° 47′ 24″ nord, 7° 04′ 08″ est | « IA00024168 » | |             | Église Saint-Jean-Gualbert de Rammersmatt                                                |
| Église Saint-Antoine-de-Padoue de Ranspach                                               | Ranspach                |         | 47° 53′ 02″ nord, 7° 00′ 33″ est | « IA68003169 » | |             | Église Saint-Antoine-de-Padoue de Ranspach                                               |
| Église Saint-Maurice de Ranspach-le-Bas                                                  | Ranspach-le-Bas         |         | 47° 35′ 12″ nord, 7° 26′ 38″ est | « IA00024583 » | |             | Église Saint-Maurice de Ranspach-le-Bas                                                  |
| Église Saint-Étienne de Ranspach-le-Haut                                                 | Ranspach-le-Haut        |         | 47° 34′ 35″ nord, 7° 25′ 07″ est | « IA00024590 » | |             | Église Saint-Étienne de Ranspach-le-Haut                                                 |
| Église Saint-Georges de Rantzwiller                                                      | Rantzwiller             |         | 47° 39′ 05″ nord, 7° 22′ 36″ est | « IA00122613 » | |             | Église Saint-Georges de Rantzwiller                                                      |
| Église abbatiale Notre-Dame d'Oelenberg de Reiningue                                     | Reiningue               |         | 47° 44′ 47″ nord, 7° 12′ 45″ est |                | |             | Église abbatiale Notre-Dame d'Oelenberg de Reiningue                                     |
| Église Saint-Romain de Reiningue                                                         | Reiningue               |         | 47° 44′ 54″ nord, 7° 14′ 00″ est | « IA00050954 » | |             | Église Saint-Romain de Reiningue                                                         |
| Église Saint-Antoine de Retzwiller                                                       | Retzwiller              |         | 47° 37′ 52″ nord, 7° 05′ 37″ est | « IA68006303 » | |             | Église Saint-Antoine de Retzwiller                                                       |
| Église Saint-Grégoire de Ribeauvillé                                                     | Ribeauvillé             |         | 48° 11′ 49″ nord, 7° 19′ 00″ est | « PA00085767 » | Classé MH | 1994        | Église Saint-Grégoire de Ribeauvillé                                                     |
| Église de la Providence de Ribeauvillé                                                   | Ribeauvillé             |         | 48° 11′ 43″ nord, 7° 19′ 09″ est | « PA00085586 » | Inscrit MH | 1932        | Église de la Providence de Ribeauvillé                                                   |
| Église Sainte-Catherine de Richwiller                                                    | Richwiller              |         | 47° 46′ 45″ nord, 7° 17′ 07″ est | « IA00050977 » | |             | Église Sainte-Catherine de Richwiller                                                    |
| Église Sainte-Afre de Riedisheim                                                         | Riedisheim              |         | 47° 44′ 56″ nord, 7° 22′ 01″ est | « IA00096436 » | |             | Église Sainte-Afre de Riedisheim                                                         |
| Église Notre-Dame de Riedisheim                                                          | Riedisheim              |         | 47° 44′ 47″ nord, 7° 21′ 28″ est |                | |             | Église Notre-Dame de Riedisheim                                                          |
| Église Saint-Jean-Baptiste de Riedisheim                                                 | Riedisheim              |         | 47° 44′ 32″ nord, 7° 22′ 05″ est | « IA00096446 » | |             | Église Saint-Jean-Baptiste de Riedisheim                                                 |
| Église Sainte-Marguerite de Riedwihr                                                     | Riedwihr                |         | 48° 07′ 39″ nord, 7° 26′ 46″ est | « IA68004945 » | |             | Église Sainte-Marguerite de Riedwihr                                                     |
| Église Saint-Michel de Riespach                                                          | Riespach                |         | 47° 32′ 25″ nord, 7° 17′ 08″ est | « IA68002955 » | |             | Église Saint-Michel de Riespach                                                          |
| Église de l'Épiphanie de Rimbach-près-Guebwiller                                         | Rimbach-près-Guebwiller |         | 47° 54′ 17″ nord, 7° 09′ 21″ est | « IA00054805 » | |             | Église de l'Épiphanie de Rimbach-près-Guebwiller                                         |
| Église Saint-Augustin de Rimbach-près-Masevaux                                           | Rimbach-près-Masevaux   |         | 47° 49′ 29″ nord, 6° 56′ 58″ est | « IA68003263 » | |             | Église Saint-Augustin de Rimbach-près-Masevaux                                           |
| Église Saint-Pierre-et-Saint-Paul de Rimbachzell                                         | Rimbachzell             |         | 47° 54′ 02″ nord, 7° 10′ 36″ est | « IA00054786 » | |             | Église Saint-Pierre-et-Saint-Paul de Rimbachzell                                         |
| Église Notre-Dame de Riquewihr                                                           | Riquewihr               |         | 48° 10′ 02″ nord, 7° 17′ 52″ est | « PA00085601 » | Inscrit MH | 1930        | Église Notre-Dame de Riquewihr                                                           |
| Église catholique Sainte-Marguerite de Riquewihr                                         | Riquewihr               |         | 48° 09′ 56″ nord, 7° 17′ 47″ est | « IA68000779 » | |             | Église catholique Sainte-Marguerite de Riquewihr                                         |
| Église Saint-Léger de Rixheim                                                            | Rixheim                 |         | 47° 45′ 09″ nord, 7° 24′ 10″ est | « IA00096453 » | |             | Église Saint-Léger de Rixheim                                                            |
| Église Notre-Dame-de-l'Immaculée-Conception de Rixheim                                   | Rixheim                 |         | 47° 46′ 02″ nord, 7° 23′ 30″ est |                | |             | Église Notre-Dame-de-l'Immaculée-Conception de Rixheim                                   |
| Église Saint-Laurent de Roderen                                                          | Roderen                 |         | 47° 46′ 54″ nord, 7° 05′ 23″ est | « IA00024165 » | |             | Église Saint-Laurent de Roderen                                                          |
| Église Saint-Georges de Rodern                                                           | Rodern                  |         | 48° 13′ 30″ nord, 7° 21′ 12″ est | « IA68005903 » | |             | Église Saint-Georges de Rodern                                                           |
| Église Saint-Wendelin de Roggenhouse                                                     | Roggenhouse             |         | 47° 53′ 21″ nord, 7° 28′ 15″ est | « IA00074411 » | |             | Église Saint-Wendelin de Roggenhouse                                                     |
| Église Saint-Florent de Romagny                                                          | Romagny                 |         | 47° 36′ 37″ nord, 7° 03′ 57″ est | « IA68006537 » | |             | Église Saint-Florent de Romagny                                                          |
| Église Sainte-Rosalie de Rombach-le-Franc                                                | Rombach-le-Franc        |         | 48° 16′ 54″ nord, 7° 15′ 45″ est | « IA68007186 » | |             | Église Sainte-Rosalie de Rombach-le-Franc                                                |
| Église Saint-Jean-Baptiste de Roppentzwiller                                             | Roppentzwiller          |         | 47° 32′ 27″ nord, 7° 19′ 55″ est | « IA68002633 » | |             | Église Saint-Jean-Baptiste de Roppentzwiller                                             |
| Église Saint-Michel de Rorschwihr                                                        | Rorschwihr              |         | 48° 13′ 01″ nord, 7° 21′ 46″ est | « IA68005923 » | |             | Église Saint-Michel de Rorschwihr                                                        |
| Église Saint-Fridolin de Rosenau                                                         | Rosenau                 |         | 47° 38′ 26″ nord, 7° 31′ 54″ est | « IA00024596 » | |             | Église Saint-Fridolin de Rosenau                                                         |
| Église Notre-Dame-de-l'Assomption de Rouffach                                            | Rouffach                |         | 47° 57′ 24″ nord, 7° 18′ 02″ est | « PA00085638 » | Classé MH | 1841        | Église Notre-Dame-de-l'Assomption de Rouffach                                            |
| Église Sainte-Catherine de Rouffach                                                      | Rouffach                |         | 47° 57′ 27″ nord, 7° 17′ 41″ est | « PA00085637 » | Classé MH | 1921        | Église Sainte-Catherine de Rouffach                                                      |
| Église Saint-Sigismond de Ruederbach                                                     | Ruederbach              |         | 47° 33′ 43″ nord, 7° 16′ 11″ est | « IA68002973 » | |             | Église Saint-Sigismond de Ruederbach                                                     |
| Église Saint-Nicolas de Ruelisheim                                                       | Ruelisheim              |         | 47° 49′ 24″ nord, 7° 21′ 26″ est | « IA00096023 » | |             | Église Saint-Nicolas de Ruelisheim                                                       |
| Église Saint-Gilles de Rumersheim-le-Haut                                                | Rumersheim-le-Haut      |         | 47° 51′ 09″ nord, 7° 31′ 10″ est | « IA00074417 » | |             | Église Saint-Gilles de Rumersheim-le-Haut                                                |
| Église Saint-Barthélemy de Rustenhart                                                    | Rustenhart              |         | 47° 56′ 30″ nord, 7° 27′ 36″ est | « IA00074430 » | |             | Église Saint-Barthélemy de Rustenhart                                                    |
| Église Saint-Étienne de Reguisheim                                                       | Réguisheim              |         | 47° 53′ 46″ nord, 7° 21′ 17″ est | « PA00085584 » | Classé MH Clocher | 1988        | Église Saint-Étienne de Reguisheim                                                       |
| Église Saint-Projet-et-Saint-Amarin de Saint-Amarin                                      | Saint-Amarin            |         | 47° 52′ 33″ nord, 7° 01′ 54″ est | « IA68003179 » | |             | Église Saint-Projet-et-Saint-Amarin de Saint-Amarin                                      |
| Église Saint-Bernard-de-Clairvaux de Saint-Bernard                                       | Saint-Bernard           |         | 47° 40′ 08″ nord, 7° 12′ 21″ est | « IA68005318 » | |             | Église Saint-Bernard-de-Clairvaux de Saint-Bernard                                       |
| Église Saint-Côme-et-Saint-Damien de Saint-Cosme                                         | Saint-Cosme             |         | 47° 40′ 59″ nord, 7° 03′ 44″ est | « IA68006527 » | |             | Église Saint-Côme-et-Saint-Damien de Saint-Cosme                                         |
| Église Saint-Hippolyte de Saint-Hippolyte (Haut-Rhin)                                    | Saint-Hippolyte         |         | 48° 14′ 02″ nord, 7° 22′ 04″ est | « PA00085661 » | Inscrit MH | 1932        | Église Saint-Hippolyte de Saint-Hippolyte (Haut-Rhin)                                    |
| Église Saint-Nicolas de Saint-Louis                                                      | Saint-Louis             |         | 47° 36′ 21″ nord, 7° 34′ 13″ est |                | |             | Image manquante Téléverser                                                               |
| Église Notre-Dame-de-la-Paix de Saint-Louis                                              | Saint-Louis             |         | 47° 34′ 49″ nord, 7° 34′ 08″ est |                | |             | Église Notre-Dame-de-la-Paix de Saint-Louis                                              |
| Église Saint-Charles de Bourgfelden                                                      | Saint-Louis             |         | 47° 34′ 31″ nord, 7° 33′ 01″ est | « IA00024614 » | |             | Église Saint-Charles de Bourgfelden                                                      |
| Église Saint-Louis de Saint-Louis (Haut-Rhin)                                            | Saint-Louis             |         | 47° 35′ 27″ nord, 7° 33′ 34″ est |                | |             | Église Saint-Louis de Saint-Louis (Haut-Rhin)                                            |
| Église Saint-Pierre de Saint-Louis-la-Chaussée                                           | Saint-Louis             |         | 47° 36′ 37″ nord, 7° 32′ 06″ est |                | |             | Église Saint-Pierre de Saint-Louis-la-Chaussée                                           |
| Ancienne église Saint-Pierre de Saint-Louis-la-Chaussée                                  | Saint-Louis             |         | à géolocaliser                   |                | |             | Image manquante Téléverser                                                               |
| Église Saint-Ulrich de Saint-Ulrich                                                      | Saint-Ulrich            |         | 47° 35′ 43″ nord, 7° 07′ 13″ est | « IA68002982 » | |             | Église Saint-Ulrich de Saint-Ulrich                                                      |
| Église Saint-Nicolas de Sainte-Croix-aux-Mines                                           | Sainte-Croix-aux-Mines  |         | 48° 15′ 49″ nord, 7° 13′ 33″ est | « IA68007204 » | |             | Église Saint-Nicolas de Sainte-Croix-aux-Mines                                           |
| Église Saint-Barthélemy de Sainte-Croix-en-Plaine                                        | Sainte-Croix-en-Plaine  |         | 48° 00′ 30″ nord, 7° 23′ 09″ est |                | |             | Église Saint-Barthélemy de Sainte-Croix-en-Plaine                                        |
| Église Saint-Pierre-sur-l'Hâte de Sainte-Marie-aux-Mines                                 | Sainte-Marie-aux-Mines  |         | 48° 13′ 39″ nord, 7° 10′ 12″ est | « PA00085664 » | Inscrit MH | 1932        | Église Saint-Pierre-sur-l'Hâte de Sainte-Marie-aux-Mines                                 |
| Église Sainte-Madeleine de Sainte-Marie-aux-Mines                                        | Sainte-Marie-aux-Mines  |         | 48° 13′ 39″ nord, 7° 10′ 12″ est | « IA68007243 » | |             | Église Sainte-Madeleine de Sainte-Marie-aux-Mines                                        |
| Église des Chaînes de Sainte-Marie-aux-Mines                                             | Sainte-Marie-aux-Mines  |         | 48° 14′ 39″ nord, 7° 10′ 59″ est | « IA68007246 » | |             | Église des Chaînes de Sainte-Marie-aux-Mines                                             |
| Église Saint-Louis de Sainte-Marie-aux-Mines                                             | Sainte-Marie-aux-Mines  |         | 48° 14′ 31″ nord, 7° 10′ 53″ est | « IA68007244 » | |             | Église Saint-Louis de Sainte-Marie-aux-Mines                                             |
| Église Saint-Laurent de Sausheim                                                         | Sausheim                |         | 47° 47′ 17″ nord, 7° 22′ 10″ est | « IA00096026 » | |             | Église Saint-Laurent de Sausheim                                                         |
| Église Saint-Léger de Schlierbach                                                        | Schlierbach             |         | 47° 41′ 01″ nord, 7° 24′ 29″ est | « IA00122441 » | |             | Église Saint-Léger de Schlierbach                                                        |
| Église Saint-Nicolas de Schweighouse-Thann                                               | Schweighouse-Thann      |         | 47° 45′ 11″ nord, 7° 10′ 12″ est | « IA68004591 » | |             | Église Saint-Nicolas de Schweighouse-Thann                                               |
| Église Saint-Georges de Sentheim                                                         | Sentheim                |         | 47° 45′ 20″ nord, 7° 03′ 09″ est | « IA68003337 » | |             | Église Saint-Georges de Sentheim                                                         |
| Église Saint-Maurice de Seppois-le-Bas                                                   | Seppois-le-Bas          |         | 47° 32′ 08″ nord, 7° 10′ 31″ est | « IA68002992 » | |             | Église Saint-Maurice de Seppois-le-Bas                                                   |
| Église Saint-Hubert de Seppois-le-Haut                                                   | Seppois-le-Haut         |         | 47° 31′ 58″ nord, 7° 11′ 03″ est | « IA68003006 » | |             | Église Saint-Hubert de Seppois-le-Haut                                                   |
| Église Notre-Dame de Sewen                                                               | Sewen                   |         | 47° 48′ 26″ nord, 6° 54′ 18″ est | « IA68003273 » | |             | Église Notre-Dame de Sewen                                                               |
| Église Saint-Martin de Sierentz                                                          | Sierentz                |         | 47° 39′ 36″ nord, 7° 26′ 58″ est | « IA00122451 » | |             | Église Saint-Martin de Sierentz                                                          |
| Église Saint-Antoine-de-Padoue du monastère Sainte-Claire de Sigolsheim                  | Sigolsheim              |         | 48° 08′ 16″ nord, 7° 18′ 01″ est |                | |             | Image manquante Téléverser                                                               |
| Église de l'Emm                                                                          | Sondernach              |         | 48° 00′ 21″ nord, 7° 04′ 19″ est | « IA68000988 » | |             | Église de l'Emm                                                                          |
| Église Saint-Martin de Sondersdorf                                                       | Sondersdorf             |         | 47° 28′ 56″ nord, 7° 20′ 10″ est | « IA68002644 » | |             | Église Saint-Martin de Sondersdorf                                                       |
| Église Saint-Vincent de Soppe-le-Bas                                                     | Soppe-le-Bas            |         | 47° 43′ 00″ nord, 7° 05′ 23″ est | « IA68003343 » | |             | Église Saint-Vincent de Soppe-le-Bas                                                     |
| Église Saint-Maurice de Soultz-Haut-Rhin                                                 | Soultz-Haut-Rhin        |         | 47° 53′ 13″ nord, 7° 13′ 48″ est | « PA00085681 » | Classé MH | 1920        | Église Saint-Maurice de Soultz-Haut-Rhin                                                 |
| Église de la Commanderie des Hospitaliers de Saint-Jean-de-Jérusalem de Soultz-Haut-Rhin | Soultz-Haut-Rhin        |         | 47° 53′ 17″ nord, 7° 13′ 39″ est |                | |             | Église de la Commanderie des Hospitaliers de Saint-Jean-de-Jérusalem de Soultz-Haut-Rhin |
| Église Saint-Jean-Baptiste de Soultzbach-les-Bains                                       | Soultzbach-les-Bains    |         | 48° 02′ 20″ nord, 7° 12′ 14″ est | « PA00085685 » | Inscrit MH Choeur avec son tabernacle, autel et monuments funéraires                                                                                | 1934        | Église Saint-Jean-Baptiste de Soultzbach-les-Bains                                       |
| Église Saint-Sébastien de Soultzmatt                                                     | Soultzmatt              |         | 47° 57′ 37″ nord, 7° 14′ 15″ est | « PA00085689 » | Inscrit MH Eglise, à l'exception des parties classées                                                                                               | 1962        | Église Saint-Sébastien de Soultzmatt                                                     |
| Église Sainte-Odile de Soultzmatt                                                        | Soultzmatt              |         | 47° 58′ 32″ nord, 7° 11′ 50″ est | « PA00135161 » | Inscrit MH | 1995        | Église Sainte-Odile de Soultzmatt                                                        |
| Église Saint-Augustin de Spechbach-le-Bas                                                | Spechbach               |         | 47° 40′ 09″ nord, 7° 13′ 38″ est | « IA68005262 » | |             | Église Saint-Augustin de Spechbach-le-Bas                                                |
| Église Saint-Martin de Spechbach-le-Haut                                                 | Spechbach               |         | 47° 40′ 48″ nord, 7° 12′ 59″ est | « IA68005278 » | |             | Église Saint-Martin de Spechbach-le-Haut                                                 |
| Église Saint-Gall de Staffelfelden                                                       | Staffelfelden           |         | 47° 49′ 31″ nord, 7° 15′ 07″ est | « IA68004713 » | |             | Église Saint-Gall de Staffelfelden                                                       |
| Église Saint-Pierre-et-Saint-Paul de Staffelfelden                                       | Staffelfelden           |         | 47° 49′ 35″ nord, 7° 16′ 30″ est | « IA68004714 » | |             | Église Saint-Pierre-et-Saint-Paul de Staffelfelden                                       |
| Église Saint-Morand de Steinbach                                                         | Steinbach               |         | 47° 49′ 15″ nord, 7° 09′ 09″ est | « IA68004706 » | |             | Église Saint-Morand de Steinbach                                                         |
| Église Saint-Léger de Steinbrunn-le-Bas                                                  | Steinbrunn-le-Bas       |         | 47° 39′ 43″ nord, 7° 21′ 01″ est | « IA00122619 » | |             | Église Saint-Léger de Steinbrunn-le-Bas                                                  |
| Église Saint-Maurice de Steinbrunn-le-Haut                                               | Steinbrunn-le-Haut      |         | 47° 39′ 48″ nord, 7° 20′ 59″ est | « PA00085694 » | Inscrit MH Clocher, choeur | 1984        | Église Saint-Maurice de Steinbrunn-le-Haut                                               |
| Église Saint-Nicolas de Steinsoultz                                                      | Steinsoultz             |         | 47° 33′ 17″ nord, 7° 20′ 15″ est | « IA68003012 » | |             | Église Saint-Nicolas de Steinsoultz                                                      |
| Église Saints-Pierre-et-Paul de Stetten                                                  | Stetten                 |         | 47° 37′ 28″ nord, 7° 25′ 49″ est | « IA00122549 » | |             | Église Saints-Pierre-et-Paul de Stetten                                                  |
| Église Marie-Auxiliatrice de Stosswihr                                                   | Stosswihr               |         | 48° 03′ 10″ nord, 7° 05′ 52″ est | « IA68001024 » | |             | Église Marie-Auxiliatrice de Stosswihr                                                   |
| Église Saint-Joseph de Sundhoffen                                                        | Sundhoffen              |         | 48° 02′ 31″ nord, 7° 24′ 53″ est | « IA68008457 » | |             | Église Saint-Joseph de Sundhoffen                                                        |
| Église Saint-Léger de Tagolsheim                                                         | Tagolsheim              |         | 47° 39′ 27″ nord, 7° 16′ 26″ est | « IA68005799 » | |             | Église Saint-Léger de Tagolsheim                                                         |
| Église Saint-Blaise de Tagsdorf                                                          | Tagsdorf                |         | 47° 37′ 15″ nord, 7° 18′ 06″ est | « IA68005465 » | |             | Église Saint-Blaise de Tagsdorf                                                          |
| Collégiale Saint-Thiébaut de Thann                                                       | Thann                   |         | 47° 48′ 39″ nord, 7° 06′ 06″ est | « PA00085696 » | Classé MH | 1841        | Collégiale Saint-Thiébaut de Thann                                                       |
| Église Saint-Pie-X de Thann                                                              | Thann                   |         | 47° 48′ 16″ nord, 7° 06′ 09″ est | « IA00024338 » | |             | Église Saint-Pie-X de Thann                                                              |
| Église Sainte-Catherine de Thannenkirch                                                  | Thannenkirch            |         | 48° 13′ 44″ nord, 7° 18′ 22″ est | « IA68005931 » | |             | Église Sainte-Catherine de Thannenkirch                                                  |
| Église Saint-Jean-Baptiste de Traubach-le-Haut                                           | Traubach-le-Haut        |         | 47° 39′ 57″ nord, 7° 05′ 50″ est | « IA68006342 » | |             | Église Saint-Jean-Baptiste de Traubach-le-Haut                                           |
| Église Sainte-Anne de Turckheim                                                          | Turckheim               |         | 48° 05′ 16″ nord, 7° 16′ 41″ est | « PA00085709 » | Inscrit MH Tour | 1930        | Église Sainte-Anne de Turckheim                                                          |
| Église Notre-Dame du Grunenwald                                                          | Ueberstrass             |         | 47° 32′ 31″ nord, 7° 09′ 00″ est |                | |             | Église Notre-Dame du Grunenwald                                                          |
| Église Sainte-Thérèse-de-l'Enfant-Jésus d'Ueberstrass                                    | Ueberstrass             |         | 47° 33′ 07″ nord, 7° 09′ 29″ est | « IA68003036 » | |             | Église Sainte-Thérèse-de-l'Enfant-Jésus d'Ueberstrass                                    |
| Église Saint-Michel d'Uffheim                                                            | Uffheim                 |         | 47° 38′ 59″ nord, 7° 26′ 38″ est | « IA00122472 » | |             | Église Saint-Michel d'Uffheim                                                            |
| Église Saint-Érasme d'Uffholtz                                                           | Uffholtz                |         | 47° 49′ 13″ nord, 7° 10′ 38″ est | « IA68004650 » | |             | Église Saint-Érasme d'Uffholtz                                                           |
| Église Saint-Michel d'Ungersheim                                                         | Ungersheim              |         | 47° 52′ 37″ nord, 7° 18′ 20″ est | « PA00085725 » | Classé MH | 1991        | Église Saint-Michel d'Ungersheim                                                         |
| Église Saint-Wendelin d'Urbès                                                            | Urbès                   |         | 47° 52′ 56″ nord, 6° 57′ 15″ est | « IA68003151 » | |             | Église Saint-Wendelin d'Urbès                                                            |
| Église Saint-Georges d'Urschenheim                                                       | Urschenheim             |         | 48° 05′ 06″ nord, 7° 29′ 09″ est | « PA00085726 » | Classé MH Clocher (tour) | 1895        | Église Saint-Georges d'Urschenheim                                                       |
| Église Saint-Joseph de Lutran                                                            | Valdieu-Lutran          |         | 47° 37′ 23″ nord, 7° 03′ 23″ est | « IA68006464 » | |             | Église Saint-Joseph de Lutran                                                            |
| Église Saint-André de Vieux-Ferrette                                                     | Vieux-Ferrette          |         | 47° 30′ 04″ nord, 7° 17′ 54″ est | « IA68002656 » | |             | Église Saint-André de Vieux-Ferrette                                                     |
| Église Saint-Dominique de Vieux-Thann                                                    | Vieux-Thann             |         | 47° 48′ 28″ nord, 7° 07′ 29″ est | « PA00085727 » | Classé MH Choeur, vitraux, Saint-Sépulcre, tableau de la Confrérie de l'église ; Inscrit MH Nef, à l'exception de la construction attenante au nord | 1904 ; 1988 | Église Saint-Dominique de Vieux-Thann                                                    |
| Église Sainte-Odile de Vieux-Thann                                                       | Vieux-Thann             |         | 47° 48′ 07″ nord, 7° 07′ 23″ est |                | |             | Église Sainte-Odile de Vieux-Thann                                                       |
| Église Saint-Nicolas de Village-Neuf                                                     | Village-Neuf            |         | 47° 36′ 20″ nord, 7° 34′ 17″ est | « IA00024624 » | |             | Église Saint-Nicolas de Village-Neuf                                                     |
| Église Saint-Alphonse de Vogelgrun                                                       | Vogelgrun               |         | 48° 00′ 47″ nord, 7° 34′ 10″ est | « IA68005165 » | |             | Église Saint-Alphonse de Vogelgrun                                                       |
| Ancienne église Saint-Alphonse de Vogelgrun                                              | Vogelgrun               |         | 48° 00′ 49″ nord, 7° 34′ 12″ est |                | |             | Ancienne église Saint-Alphonse de Vogelgrun                                              |
| Église Saint-Nicolas de Vœgtlinshoffen                                                   | Vœgtlinshoffen          |         | 48° 01′ 15″ nord, 7° 16′ 54″ est | « IA68003702 » | |             | Église Saint-Nicolas de Vœgtlinshoffen                                                   |
| Église Saint-Maurice de Wahlbach                                                         | Wahlbach                |         | 47° 37′ 50″ nord, 7° 20′ 51″ est | « IA00122558 » | |             | Église Saint-Maurice de Wahlbach                                                         |
| Église Saint-Jacques-le-Majeur de Walbach                                                | Walbach                 |         | 48° 03′ 49″ nord, 7° 13′ 20″ est | « IA68003709 » | |             | Église Saint-Jacques-le-Majeur de Walbach                                                |
| Église Saints-Pierre-et-Paul de Waldighofen                                              | Waldighofen             |         | 47° 33′ 04″ nord, 7° 18′ 59″ est | « IA68003047 » | |             | Église Saints-Pierre-et-Paul de Waldighofen                                              |
| Église Saint-Martin de Walheim                                                           | Walheim                 |         | 47° 38′ 35″ nord, 7° 15′ 50″ est | « IA68005485 » | |             | Église Saint-Martin de Walheim                                                           |
| Église Saints-Pierre-et-Paul de Waltenheim                                               | Waltenheim              |         | 47° 39′ 28″ nord, 7° 25′ 29″ est | « IA00122641 » | |             | Église Saints-Pierre-et-Paul de Waltenheim                                               |
| Église Saint-Michel de Wasserbourg                                                       | Wasserbourg             |         | 48° 00′ 10″ nord, 7° 09′ 35″ est | « IA68001050 » | |             | Église Saint-Michel de Wasserbourg                                                       |
| Église Saint-Jean-Baptiste de Wattwiller                                                 | Wattwiller              |         | 47° 50′ 08″ nord, 7° 10′ 37″ est | « PA00085730 » | Classé MH | 1920        | Église Saint-Jean-Baptiste de Wattwiller                                                 |
| Église Saint-Sébastien de Weckolsheim                                                    | Weckolsheim             |         | 48° 00′ 09″ nord, 7° 30′ 49″ est | « IA68005180 » | |             | Église Saint-Sébastien de Weckolsheim                                                    |
| Église Saint-Martin de Wentzwiller                                                       | Wentzwiller             |         | 47° 32′ 58″ nord, 7° 28′ 45″ est | « IA00024630 » | |             | Église Saint-Martin de Wentzwiller                                                       |
| Église Saint-Wendelin de Werentzhouse                                                    | Werentzhouse            |         | 47° 30′ 58″ nord, 7° 21′ 25″ est | « IA68002671 » | |             | Église Saint-Wendelin de Werentzhouse                                                    |
| Église Saint-Blaise de Westhalten                                                        | Westhalten              |         | 47° 57′ 35″ nord, 7° 15′ 35″ est | « IA68004412 » | |             | Église Saint-Blaise de Westhalten                                                        |
| Église Saint-Remi de Wettolsheim                                                         | Wettolsheim             |         | 48° 03′ 29″ nord, 7° 17′ 54″ est | « IA68003742 » | |             | Église Saint-Remi de Wettolsheim                                                         |
| Église Saint-Jacques-le-Majeur de Wickerschwihr                                          | Wickerschwihr           |         | 48° 06′ 30″ nord, 7° 26′ 08″ est | « IA68004996 » | |             | Église Saint-Jacques-le-Majeur de Wickerschwihr                                          |
| Église Saint-Nicolas de Widensolen                                                       | Widensolen              |         | 48° 03′ 56″ nord, 7° 28′ 50″ est | « IA68004947 » | |             | Église Saint-Nicolas de Widensolen                                                       |
| Église Saint-Martin de Wihr-au-Val                                                       | Wihr-au-Val             |         | 48° 03′ 13″ nord, 7° 12′ 17″ est | « IA68001268 » | |             | Église Saint-Martin de Wihr-au-Val                                                       |
| Église Saints-Pierre-et-Paul de Wildenstein                                              | Wildenstein             |         | 47° 58′ 36″ nord, 6° 57′ 39″ est | « IA68003130 » | |             | Église Saints-Pierre-et-Paul de Wildenstein                                              |
| Église Notre-Dame-de-l'Assomption de Willer                                              | Willer                  |         | 47° 35′ 10″ nord, 7° 19′ 10″ est | « IA68005707 » | |             | Église Notre-Dame-de-l'Assomption de Willer                                              |
| Église Saint-Didier de Willer-sur-Thur                                                   | Willer-sur-Thur         |         | 47° 50′ 37″ nord, 7° 04′ 19″ est | « IA00024164 » | |             | Église Saint-Didier de Willer-sur-Thur                                                   |
| Église Saint-Laurent de Winkel                                                           | Winkel                  |         | 47° 27′ 36″ nord, 7° 15′ 50″ est | « IA68002688 » | |             | Église Saint-Laurent de Winkel                                                           |
| Église Sainte-Odile de Wintzenheim                                                       | Wintzenheim             |         | 48° 04′ 04″ nord, 7° 18′ 22″ est | « IA68003771 » | |             | Église Sainte-Odile de Wintzenheim                                                       |
| Église Saint-Laurent de Wintzenheim                                                      | Wintzenheim             |         | 48° 04′ 24″ nord, 7° 17′ 25″ est | « IA68003751 » | |             | Église Saint-Laurent de Wintzenheim                                                      |
| Église Notre-Dame-de-l'Assomption de Wintzenheim                                         | Wintzenheim             |         | 48° 05′ 05″ nord, 7° 19′ 12″ est | « PA68000071 » | Inscrit MH | 2022        | Église Notre-Dame-de-l'Assomption de Wintzenheim                                         |
| Église Notre-Dame-du-Rosaire de Wittelsheim                                              | Wittelsheim             |         | 47° 47′ 06″ nord, 7° 13′ 25″ est | « IA68004743 » | |             | Église Notre-Dame-du-Rosaire de Wittelsheim                                              |
| Église Saint-Michel de Wittelsheim                                                       | Wittelsheim             |         | 47° 48′ 35″ nord, 7° 14′ 30″ est | « IA68004731 » | |             | Église Saint-Michel de Wittelsheim                                                       |
| Église du Christ-Roi de Wittelsheim                                                      | Wittelsheim             |         | 47° 47′ 10″ nord, 7° 15′ 09″ est | « IA68004741 » | |             | Église du Christ-Roi de Wittelsheim                                                      |
| Église Sainte-Barbe de Wittenheim                                                        | Wittenheim              |         | 47° 49′ 31″ nord, 7° 20′ 07″ est | « PA00085762 » | Classé MH | 1993        | Église Sainte-Barbe de Wittenheim                                                        |
| Église Saint-Christophe de Wittenheim                                                    | Wittenheim              |         | 47° 47′ 50″ nord, 7° 19′ 01″ est |                | |             | Église Saint-Christophe de Wittenheim                                                    |
| Église Sainte-Marie de Wittenheim                                                        | Wittenheim              |         | 47° 48′ 35″ nord, 7° 20′ 21″ est | « IA00050990 » | |             | Église Sainte-Marie de Wittenheim                                                        |
| Église Notre-Dame-des-Mineurs de Wittenheim                                              | Wittenheim              |         | 47° 48′ 50″ nord, 7° 18′ 56″ est |                | |             | Église Notre-Dame-des-Mineurs de Wittenheim                                              |
| Église Saints-Pierre-et-Paul de Wittersdorf                                              | Wittersdorf             |         | 47° 37′ 16″ nord, 7° 16′ 26″ est | « IA68005822 » | |             | Église Saints-Pierre-et-Paul de Wittersdorf                                              |
| Église Saint-Wolfgang de Wolfgantzen                                                     | Wolfgantzen             |         | 48° 01′ 42″ nord, 7° 30′ 09″ est | « IA68005189 » | |             | Église Saint-Wolfgang de Wolfgantzen                                                     |
| Église Saint-Maurice de Wolschwiller                                                     | Wolschwiller            |         | 47° 27′ 43″ nord, 7° 24′ 29″ est | « IA68002700 » | |             | Église Saint-Maurice de Wolschwiller                                                     |
| Église Saint-Gilles de Wuenheim                                                          | Wuenheim                |         | 47° 52′ 27″ nord, 7° 12′ 33″ est | « IA00112001 » | |             | Église Saint-Gilles de Wuenheim                                                          |
| Église Saints-Pierre-et-Paul de Zaessingue                                               | Zaessingue              |         | 47° 37′ 27″ nord, 7° 21′ 58″ est | « IA00122562 » | |             | Église Saints-Pierre-et-Paul de Zaessingue                                               |
| Église Saint-Ulrich de Zellenberg                                                        | Zellenberg              |         | 48° 10′ 08″ nord, 7° 19′ 14″ est | « IA68003972 » | |             | Église Saint-Ulrich de Zellenberg                                                        |
| Église Saint-Laurent de Zillisheim                                                       | Zillisheim              |         | 47° 41′ 42″ nord, 7° 17′ 33″ est | « IA00051596 » | |             | Église Saint-Laurent de Zillisheim                                                       |
| Église Saint-Georges-et-du-Sacré-Cœur de Zimmerbach                                      | Zimmerbach              |         | 48° 04′ 27″ nord, 7° 14′ 07″ est | « IA68003787 » | |             | Église Saint-Georges-et-du-Sacré-Cœur de Zimmerbach                                      |
| Église de l'Assomption de Zimmersheim                                                    | Zimmersheim             |         | 47° 43′ 12″ nord, 7° 23′ 25″ est | « IA00096448 » | |             | Église de l'Assomption de Zimmersheim                                                    |

### Culteprotestant
| Église                                                                    | Commune                | Adresse | Coordonnées                      | Notice         | Protection                | Date | Illustration                                                              |
| ------------------------------------------------------------------------- | ---------------------- | ------- | -------------------------------- | -------------- | ------------------------- | ---- | ------------------------------------------------------------------------- |
| Église protestante d'Algolsheim                                           | Algolsheim             |         | 48° 00′ 21″ nord, 7° 33′ 31″ est | « IA68005074 » |                           |      | Église protestante d'Algolsheim                                           |
| Temple réformé d'Altkirch                                                 | Altkirch               |         | 47° 37′ 13″ nord, 7° 14′ 11″ est |                |                           |      | Temple réformé d'Altkirch                                                 |
| Église luthérienne Saint Georges d'Andolsheim                             | Andolsheim             |         | 48° 03′ 42″ nord, 7° 24′ 54″ est | « IA68004794 » |                           |      | Église luthérienne Saint Georges d'Andolsheim                             |
| Église protestante d'Aubure                                               | Aubure                 |         | 48° 12′ 13″ nord, 7° 13′ 11″ est | « IA68007153 » |                           |      | Église protestante d'Aubure                                               |
| Église protestante Saint-Sébastien de Beblenheim                          | Beblenheim             |         | 48° 09′ 30″ nord, 7° 19′ 30″ est | « IA68000512 » |                           |      | Église protestante Saint-Sébastien de Beblenheim                          |
| Église protestante de Bischwihr                                           | Bischwihr              |         | 48° 05′ 44″ nord, 7° 26′ 10″ est | « IA68004837 » |                           |      | Église protestante de Bischwihr                                           |
| Temple de Bourgfelden                                                     | Bourgfelden            |         | à géolocaliser                   |                |                           |      | Temple de Bourgfelden                                                     |
| Temple protestant de Cernay                                               | Cernay                 |         | 47° 48′ 32″ nord, 7° 10′ 29″ est |                |                           |      | Temple protestant de Cernay                                               |
| Église évangélique méthodiste de Colmar                                   | Colmar                 |         | 48° 04′ 43″ nord, 7° 21′ 52″ est |                |                           |      | Église évangélique méthodiste de Colmar                                   |
| Église néo-apostolique de Colmar                                          | Colmar                 |         | 48° 05′ 11″ nord, 7° 22′ 19″ est |                |                           |      | Église néo-apostolique de Colmar                                          |
| Église protestante Saint-Jean de Colmar                                   | Colmar                 |         | 48° 04′ 28″ nord, 7° 19′ 57″ est |                |                           |      | Église protestante Saint-Jean de Colmar                                   |
| Église protestante Saint-Luc de Colmar                                    | Colmar                 |         | 48° 05′ 16″ nord, 7° 21′ 56″ est |                |                           |      | Église protestante Saint-Luc de Colmar                                    |
| Église protestante Saint-Marc de Colmar                                   | Colmar                 |         | 48° 04′ 58″ nord, 7° 19′ 56″ est |                |                           |      | Église protestante Saint-Marc de Colmar                                   |
| Église protestante ancienne chapelle Saint-Erhard d'Ensisheim             | Ensisheim              |         | à géolocaliser                   |                |                           |      | Image manquante Téléverser                                                |
| Temple protestant de Fellering                                            | Fellering              |         | à géolocaliser                   |                |                           |      | Temple protestant de Fellering                                            |
| Temple protestant de Guebwiller                                           | Guebwiller             |         | à géolocaliser                   |                |                           |      | Temple protestant de Guebwiller                                           |
| Église mixte de Wihr-en-Plaine                                            | Horbourg-Wihr          |         | 48° 05′ 04″ nord, 7° 24′ 48″ est | « PA00085459 » | Classé MH Peinture murale | 1898 | Église mixte de Wihr-en-Plaine                                            |
| Église protestante de Horbourg-Wihr                                       | Horbourg-Wihr          |         | 48° 04′ 53″ nord, 7° 23′ 37″ est | « IA68004907 » |                           |      | Église protestante de Horbourg-Wihr                                       |
| Église mixte Saint-Jacques-le-Majeur de Hunawihr                          | Hunawihr               |         | 48° 10′ 42″ nord, 7° 18′ 38″ est | « PA00085463 » | Classé MH                 | 1972 | Église mixte Saint-Jacques-le-Majeur de Hunawihr                          |
| Temple protestant d'Huningue                                              | Huningue               |         | 47° 35′ 13″ nord, 7° 35′ 07″ est |                |                           |      | Temple protestant d'Huningue                                              |
| Chapelle protestante de Husseren-Wesserling                               | Husseren-Wesserling    |         | 47° 53′ 10″ nord, 7° 00′ 00″ est |                |                           |      | Chapelle protestante de Husseren-Wesserling                               |
| Chapelle protestante d'Illhaeusern                                        | Illhaeusern            |         | à géolocaliser                   |                |                           |      | Chapelle protestante d'Illhaeusern                                        |
| Église protestante d'Illzach                                              | Illzach                |         | 47° 46′ 50″ nord, 7° 20′ 52″ est |                |                           |      | Église protestante d'Illzach                                              |
| Église protestante Saint-Martin de Jebsheim                               | Jebsheim               |         | 48° 07′ 30″ nord, 7° 28′ 44″ est | « PA68000007 » | Inscrit MH partiellement  | 1996 | Église protestante Saint-Martin de Jebsheim                               |
| Église protestante de Kaysersberg                                         | Kaysersberg            |         | 48° 08′ 26″ nord, 7° 15′ 33″ est | « IA68000567 » |                           |      | Église protestante de Kaysersberg                                         |
| Église simultanée de Kunheim                                              | Kunheim                |         | à géolocaliser                   | « IA68004955 » |                           |      | Image manquante Téléverser                                                |
| Temple protestant de Masevaux-Niederbruck                                 | Masevaux-Niederbruck   |         | 47° 46′ 24″ nord, 6° 59′ 41″ est |                |                           |      | Image manquante Téléverser                                                |
| Temple protestant Saint-Blaise de Metzeral                                | Metzeral               |         | 48° 00′ 44″ nord, 7° 04′ 11″ est | « IA68000930 » |                           |      | Image manquante Téléverser                                                |
| Église protestante de Mittelwihr                                          | Mittelwihr             |         | 48° 09′ 03″ nord, 7° 19′ 19″ est | « IA68000768 » |                           |      | Église protestante de Mittelwihr                                          |
| Temple protestant de Muhlbach-sur-Munster                                 | Muhlbach-sur-Munster   |         | 48° 01′ 29″ nord, 7° 04′ 54″ est | « IA68000942 » |                           |      | Temple protestant de Muhlbach-sur-Munster                                 |
| Temple Saint-Étienne de Mulhouse                                          | Muhlbach-sur-Munster   |         | 47° 44′ 50″ nord, 7° 20′ 20″ est | « PA00085526 » | Classé MH                 | 1995 | Temple Saint-Étienne de Mulhouse                                          |
| Temple Saint-Jean de Mulhouse                                             | Muhlbach-sur-Munster   |         | 47° 44′ 43″ nord, 7° 20′ 03″ est | « IA00096490 » |                           |      | Temple Saint-Jean de Mulhouse                                             |
| Temple calviniste de Dornach                                              | Mulhouse               |         | 47° 44′ 38″ nord, 7° 18′ 23″ est |                |                           |      | Temple calviniste de Dornach                                              |
| Temple calviniste Saint-Paul de Franklin-Fridolin                         | Mulhouse               |         | 47° 45′ 35″ nord, 7° 19′ 39″ est |                |                           |      | Temple calviniste Saint-Paul de Franklin-Fridolin                         |
| Temple luthérien Saint-Martin de Mulhouse                                 | Mulhouse               |         | 47° 45′ 10″ nord, 7° 20′ 21″ est | « IA00096492 » |                           |      | Temple luthérien Saint-Martin de Mulhouse                                 |
| Temple méthodiste dit église évangélique Thabor de Vauban-Neppert-Sellier | Mulhouse               |         | 47° 45′ 14″ nord, 7° 20′ 26″ est |                |                           |      | Temple méthodiste dit église évangélique Thabor de Vauban-Neppert-Sellier |
| Temple réformé Saint-Marc de Bourtzwiller                                 | Mulhouse               |         | 47° 46′ 19″ nord, 7° 18′ 51″ est |                |                           |      | Temple réformé Saint-Marc de Bourtzwiller                                 |
| Temple réformé Saint-Pierre de DrouotBarbanègre                           | Mulhouse               |         | 47° 45′ 24″ nord, 7° 21′ 29″ est |                |                           |      | Temple réformé Saint-Pierre de DrouotBarbanègre                           |
| Temple de Munster                                                         | Munster                |         | 48° 02′ 26″ nord, 7° 08′ 10″ est | « IA68000900 » |                           |      | Temple de Munster                                                         |
| Temple de la Paix de Munster                                              | Munster                |         | 48° 02′ 33″ nord, 7° 07′ 49″ est | « IA68001633 » |                           |      | Temple de la Paix de Munster                                              |
| Église évangélique de Munster                                             | Munster                |         | 48° 02′ 32″ nord, 7° 08′ 23″ est | « IA68001611 » |                           |      | Image manquante Téléverser                                                |
| Église mixte de Muntzenheim                                               | Muntzenheim            |         | 48° 06′ 05″ nord, 7° 28′ 28″ est | « PA00085553 » |                           |      | Église mixte de Muntzenheim                                               |
| Église luthérienne de Neuf-Brisach                                        | Neuf-Brisach           |         | 48° 01′ 08″ nord, 7° 31′ 40″ est | « IA68005207 » |                           |      | Église luthérienne de Neuf-Brisach                                        |
| Église protestante d'Ostheim                                              | Ostheim                |         | 48° 09′ 38″ nord, 7° 22′ 15″ est |                |                           |      | Église protestante d'Ostheim                                              |
| Temple protestant de Ribeauvillé                                          | Ribeauvillé            |         | 48° 11′ 49″ nord, 7° 18′ 55″ est | « IA68006912 » |                           |      | Temple protestant de Ribeauvillé                                          |
| Temple protestant de Riedisheim                                           | Riedisheim             |         | 47° 44′ 56″ nord, 7° 21′ 41″ est |                |                           |      | Temple protestant de Riedisheim                                           |
| Église protestante Sainte-Marguerite de Riquewihr                         | Riquewihr              |         | 48° 10′ 02″ nord, 7° 17′ 53″ est | « IA68000778 » |                           |      | Église protestante Sainte-Marguerite de Riquewihr                         |
| Temple protestant de Rixheim                                              | Rixheim                |         | 47° 44′ 43″ nord, 7° 23′ 44″ est |                |                           |      | Temple protestant de Rixheim                                              |
| Église protestante évangélique de Rixheim                                 | Rixheim                |         | 47° 45′ 09″ nord, 7° 24′ 19″ est |                |                           |      | Église protestante évangélique de Rixheim                                 |
| Église évangélique mennonite du Birkenhof                                 | Ruederbach             |         | 47° 32′ 58″ nord, 7° 15′ 37″ est |                |                           |      | Église évangélique mennonite du Birkenhof                                 |
| Temple protestant de Saint-Louis                                          | Saint-Louis            |         | 47° 35′ 15″ nord, 7° 33′ 48″ est |                |                           |      | Temple protestant de Saint-Louis                                          |
| Temple réformé de Sainte-Marie-aux-Mines                                  | Sainte-Marie-aux-Mines |         | 48° 14′ 45″ nord, 7° 11′ 05″ est | « PA00085670 » | Classé MH                 | 1994 | Temple réformé de Sainte-Marie-aux-Mines                                  |
| Chapelle luthérienne de Fertrupt                                          | Sainte-Marie-aux-Mines |         | 48° 14′ 49″ nord, 7° 12′ 01″ est |                |                           |      | Chapelle luthérienne de Fertrupt                                          |
| Temple protestant de Sondernach                                           | Sondernach             |         | 47° 59′ 59″ nord, 7° 04′ 30″ est | « IA68000987 » |                           |      | Temple protestant de Sondernach                                           |
| Temple protestant de Soultz-Haut-Rhin                                     | Soultz-Haut-Rhin       |         | à géolocaliser                   |                |                           |      | Temple protestant de Soultz-Haut-Rhin                                     |
| Temple protestant de Soultzeren                                           | Soultzeren             |         | 48° 03′ 45″ nord, 7° 06′ 14″ est | « IA68001021 » |                           |      | Temple protestant de Soultzeren                                           |
| Église protestante de Stosswihr                                           | Stosswihr              |         | 48° 03′ 16″ nord, 7° 06′ 12″ est | « IA68001023 » |                           |      | Église protestante de Stosswihr                                           |
| Temple protestant de Thann                                                | Thann                  |         | 47° 48′ 46″ nord, 7° 06′ 00″ est |                |                           |      | Temple protestant de Thann                                                |
| Chapelle évangélique de Volgelsheim                                       | Volgelsheim            |         | 48° 00′ 50″ nord, 7° 33′ 14″ est |                |                           |      | Chapelle évangélique de Volgelsheim                                       |
| Chapelle protestante de l'Eau-Vive de Wittelsheim                         | Wittelsheim            |         | 47° 47′ 49″ nord, 7° 14′ 23″ est |                |                           |      | Chapelle protestante de l'Eau-Vive de Wittelsheim                         |
| Chapelle protestante de Wittenheim                                        | Wittenheim             |         | 47° 48′ 51″ nord, 7° 19′ 01″ est |                |                           |      | Chapelle protestante de Wittenheim                                        |
| Église protestante de Wolfgantzen                                         | Wolfgantzen            |         | 48° 01′ 38″ nord, 7° 30′ 02″ est | « IA68005224 » |                           |      | Église protestante de Wolfgantzen                                         |